# Primatas
A ordem dos primatas é um grupo de mamíferos que compreende os popularmente chamados de macacos, símios, lêmures e os seres humanos. É dividida informalmente em símios e prossímios. Os primatas surgiram de ancestrais arborícolas nas florestas tropicais; muitas das características dessa ordem são adaptações a esse modo de vida. Entretanto, alguns primatas são parcialmente arborícolas.
Com exceção dos humanos, que habitam todos os continentes, a maior parte dos primatas vive em florestas tropicais e subtropicais das Américas, África e Ásia. Variam de forma extrema em tamanho, indo desde Microcebus berthae, que pesa 30 g, até Gorilla beringei graueri, que pode pesar mais de 200 kg. De acordo com o registro fóssil, os ancestrais mais primitivos dos primatas viveram no Cretáceo Superior, há cerca de 65 milhões de anos; o mais antigo primata conhecido é Plesiadapis, do Paleoceno Tardio, entre há 55 e há 58 milhões de anos. Estudos de relógio molecular sugerem que a origem dessa ordem é mais antiga, com estimativas ao redor de há 85 milhões de anos, no Cretáceo Médio.
A ordem dos Primatas tem sido tradicionalmente dividida em dois grupos: prossímios e antropoides. Prossímios possuem características dos primeiros primatas, e são os lêmures de Madagáscar, lorisídeos, e társios. Os antropoides incluem macacos e o homem. Mas recentemente, taxonomistas dividiram a ordem em Strepsirrhini, consistindo nos prossímios excluindo os társios, e em Haplorrhini, que são os társios e antropoides. Antropoides são divididos em dois grupos: Platyrrhini, ou "macacos do Novo Mundo", da América do Sul e Central, e Catarrhini, que incluem o Cercopithecoidea e o Hominoidea, da África e Ásia. Os "macacos do Novo Mundo" são, por exemplo, os bugios, os macacos-prego e os saguis; os catarrinos são, por exemplo, os babuínos, os gibões, e os hominídeos. Humanos são os únicos catarrinos a serem bem sucedidos fora da África e Ásia, embora o registro fóssil mostre que já houve primatas não-humanos na Europa. Muitos primatas foram descobertos na década de 2000.
São considerados animais generalistas e exibem uma gama de características próprias. Alguns primatas, como alguns hominídeos e babuínos, são mais terrestres do que arborícolas, mas todas as espécies possuem adaptações para escalar árvores. A locomoção varia de saltos de galho em galho, andar sobre dois ou quatro membros, nodopedalia e locomoção pelos galhos com os braços (braquiação). Primatas são caracterizados por possuírem grande cérebros se comparados aos outros mamíferos, uma maior acurácia no sentido da visão em detrimento do olfato, com estereopsia. Essas características são notavelmente mais desenvolvidas em macacos e hominídeos, e menos em lêmures e lórises. Visão tricromática evoluiu em alguns primatas. Muitos possuem polegar opositor e cauda preênsil. Muitas espécies são sexualmente dimórficas: diferenças incluem massa corporal, tamanho dos caninos, e coloração. Primatas possuem taxas de reprodução lentas se comparadas com outros animais de mesmo porte e demoram para alcançar a maturidade sexual, mas possuem longevidade longa. Dependendo da espécie, adultos podem viver solitariamente, em casais, e até em grupos com centenas de indivíduos.

## Classificação dos primatas atuais
A ordem dos Primatas divide-se em duas subordens: Strepsirrhinis, que inclui os lêmures e os lóris; e Haplorrhini, que inclui aos tarsiiformes, os simios e os humanos.
O diagrama abaixo mostra uma das classificações aceita dos primatas, baseado na cladística e na ancestralidade comum na definição dos grupos.
| No cladogram specified! |

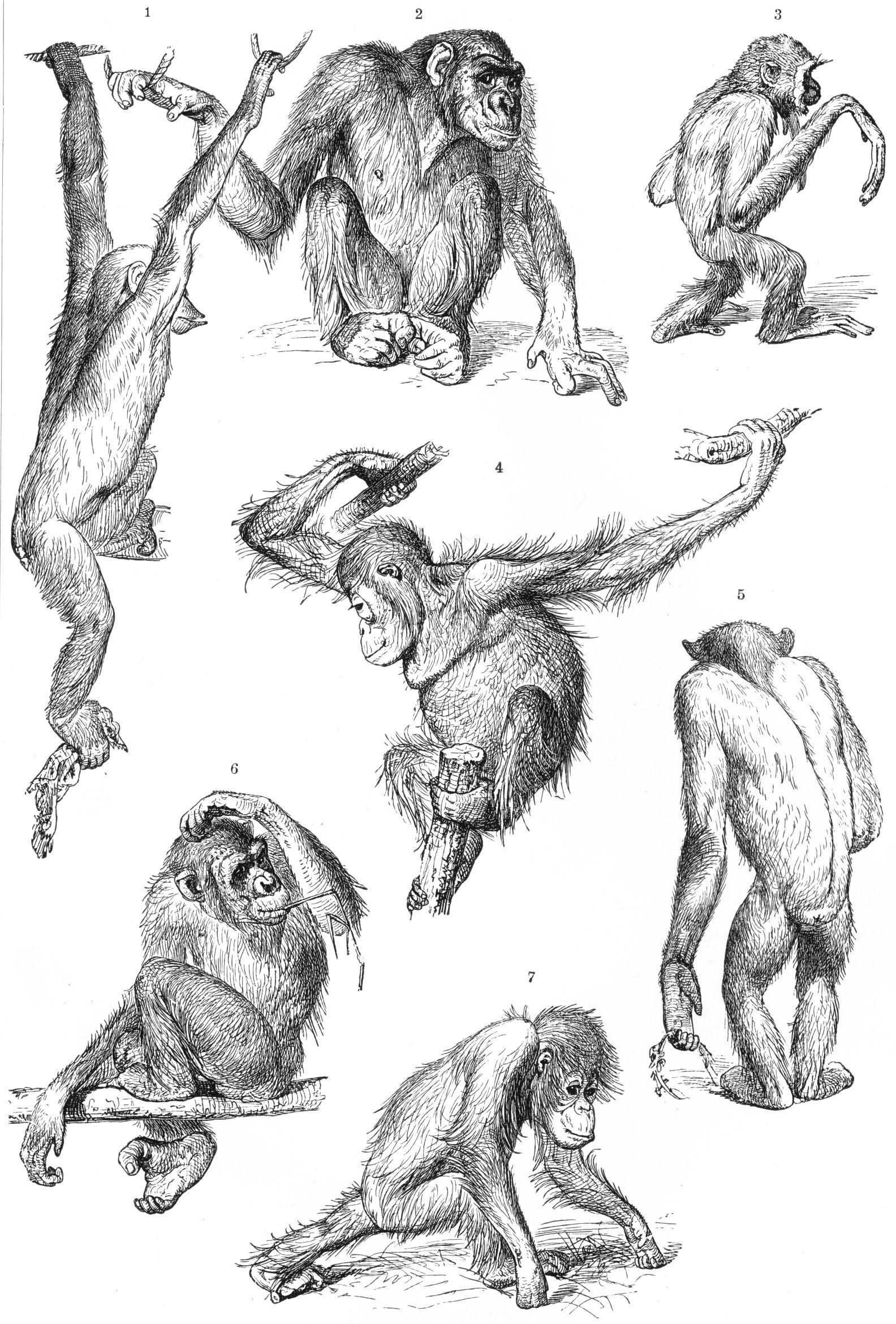
Um desenho de 1927 de chimpanzés, um gibão (topo à direita) e dois orangotangos (centro e base ao centro): o chimpanzé ao alto e esquerda está braquiando; o orangotango na base ao centro está se locomovendo de forma nodopedálica.

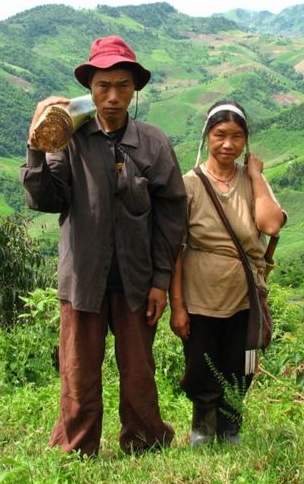
Homo sapiens é o único primata atual que é inteiramente bípede.

Uma lista até subfamílias de primatas é dada abaixo, juntas com uma possível classificação em categorias entre ordem e família. Outras classificações também podem ser usadas. Por exemplo, uma possível classificação para Strepsirrhini divide essa subordem em duas infraordens somente: Lemuriformes e Lorisiformes.
- Ordem Primates
  - Subordem Strepsirrhini: lêmures, gálagos e lorisídeos
    - Infraordem Adapiformes †
      - Família Adapidae †
      - Família Notharctidae †
      - Família Sivaladapidae †

    - Infraordem Lemuriformes
      - Super-família Cheirogaleoidea
        - Família Cheirogaleidae: lêmures-anões e lêmures-ratos (21 espécies)

      - Super-família Lemuroidea
        - Família Lemuridae: lêmures marrons, lêmures-do-bambu, lêmure-de-cauda-anelada e varecias (19 espécies)
        - Família Lepilemuridae: lêmures saltadores (26 espécies)
        - Família Indriidae: lêmures-lanosos, indris e sifakas (19 espécies)

    - Infraordem Chiromyiformes
      - Família Daubentoniidae: aie-aie (1 espécie)

    - Infraordem Loriformes
      - Família Loridae: lorises (9 espécies)
      - Família Galagonidae: gálagos (19 espécies)

  - Subordem Haplorrhini: társios, macacos e humanos
    - Infraordem Tarsiiformes
      - Família Tarsiidae: társios (7 espécies)

    - Infraordem Simiiformes
      - Parvordem Platyrrhini: macacos do Novo Mundo
        - Super-família Ceboidea
          - Família Callitrichidae:saguis e micos-leões (43 espécies)
          - Família Cebidae
            - Subfamília Cebinae: macacos-pregos e caiararas (11 espécies)
            - Subfamília Saimiriinae: macacos-de-cheiro (5 espécies)

          - Família Nyctipithecidae: macacos-da-noite (8 espécies)
          - Família Pitheciidae
            - Subfamília Callicebinae: sauás ou guigós (31 espécies)
            - Subfamília Pitheciinae: parauaçus e uacaris (25 espécies)

          - Família Atelidae
            - Subfamília Alouattinae: bugios ou guaribas (15 espécies)
            - Subfamília Atelinae: macacos-aranhas, macacos-barrigudo e muriquis (14 espécies)

      - Parvordem Catarrhini: macacos do Velho Mundo e humanos
        - Super-família Cercopithecoidea
          - Família Cercopithecidae
            - Subfamília Cercopithecinae: babuínos, mandril e correlatos (79 espécies)
            - Subfamília Colobinae: langur e colobos (60 espécies)

        - Super-família Hominoidea
          - Família Hylobatidae: gibões e siamangos (17 espécies)
          - Família Hominidae: chimpanzés, gorilas, orangotangos e humanos (7 espécies)

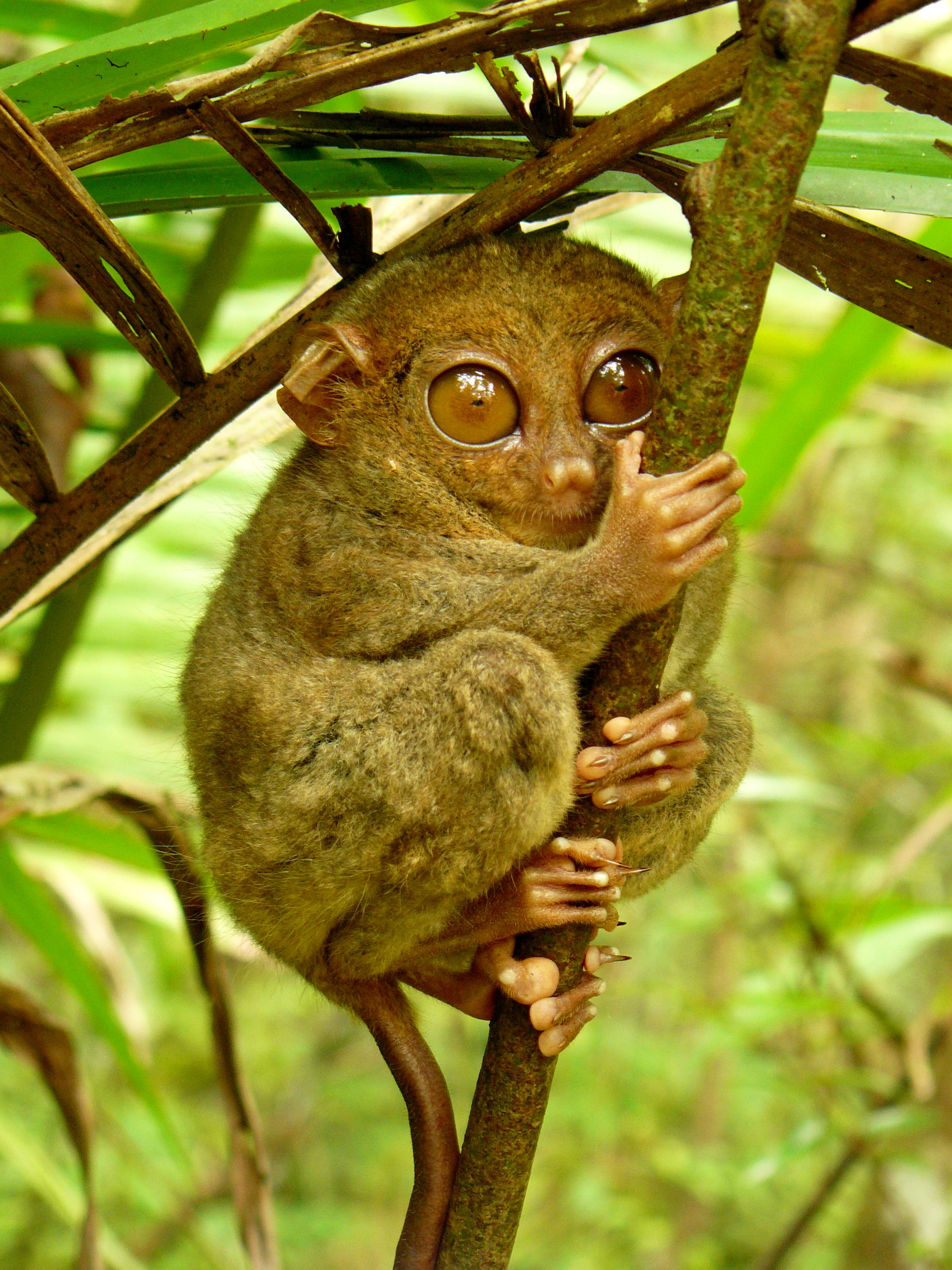
Carlito syrichta, já foi considerado um prossímio, é agora um haplorrino.

A ordem Primates foi estabelecida por Carl Linnaeus em 1758, na décima edição de seu livro, Systema Naturae, contendo os gêneros Homo (humanos), Simia (macacos), Lemur (lêmures) e Vespertilio (morcegos). Na quinta edição do mesmo livro (1735), ele usou o nome Anthropomorpha para Homo, Simia e Bradypus (preguiças). Em 1839, Henri Marie Ducrotay de Blainville, seguindo Linnaeus e sua nomenclatura, as ordens Secundates (incluindo as subordens Chiroptera, Insectivora e Carnivora), Tertiates (ou Glires) e Quaternates (incluindo Gravigrada, Pachydermata e Ruminantia),, mas esses táxons não foram aceitos.
Antes de Anderson e Jones introduzirem a classificação de Strepsirrhini e Haplorrhini em 1984, (seguido pelo trabalho de McKenna e Bell de 1997, Classification of Mammals: Above the species level), os primatas foram divididos em Prosimii e Anthropoidea. Prosimii incluiu todos os prossímios: Strepsirrhini mais os társios. Anthropoidea contém todos os símios.

## História evolutiva
A ordem dos primatas é parte do clado Euarchontoglires, que está dentro do clado Eutheria, na classe Mammalia. Estudos moleculares com primatas, colugos e escandêncios mostraram que as duas espécies de dermópteros são mais próximos dos primatas do que Scantentia, embora os integrantes deste último grupo já foram considerados primatas. Essas três ordens fazem parte do clado Euarchonta. A combinação deste clado com Glires (composto por Rodentia e Lagomorpha) forma o clado Euarchontoglires. Tanto Euarchontoglires quanto Euarchonta podem ser ranqueadas como superordens. Alguns autores consideram Dermoptera como subordem de Primates, considerando os primatas "verdadeiros" como Euprimates.

### Evolução
A linhagem dos primatas surgiu há cerca de 65 milhões de anos, apesar do mais antigo fóssil de primata ser o Plesiadapis (datado entre há 55 a 58 milhões de anos) do final do Paleoceno. Estudos com relógio molecular estimam a origem dos primatas para cerca de há 85 milhões de anos, no Cretáceo Médio.
Pela cladística moderna, a ordem dos primatas é monofilética. A subordem Strepsirrhini, primatas com "rinário", se separou da linhagem primitiva de primatas há 63 milhões de anos, apesar de que isso pode ter ocorrido antes. As sete famílias de Strepsirrhini são as cinco famílias de lêmures e as duas famílias que incluem os gálagos e lorisídeos. Classificações antigas colocam Lepilemuridae dentro de Lemuridae e Galagonidae em Lorisidae, mostrando uma relação de quatro famílias para uma, em vez de cinco para duas como apresentada aqui. Durante o Eoceno, a maior parte dos continentes ao norte eram dominados por dois grupos: Adapiformes e Omomyidae. O primeiro é considerado Strepsirrhini, mas não possui o pente dental como os modernos lêmures; análises recentes demonstraram que Darwinius masillae fazem parte deste grupo. O segundo grupo é mais relacionado aos társios e macacos antropoides. Não é claro como esses grupos se relacionam com os primatas viventes. Os Omomyidae se extinguiram há cerca de 30 milhões de anos, enquanto os adapiformes viveram até cerca de há 10 milhões de anos.

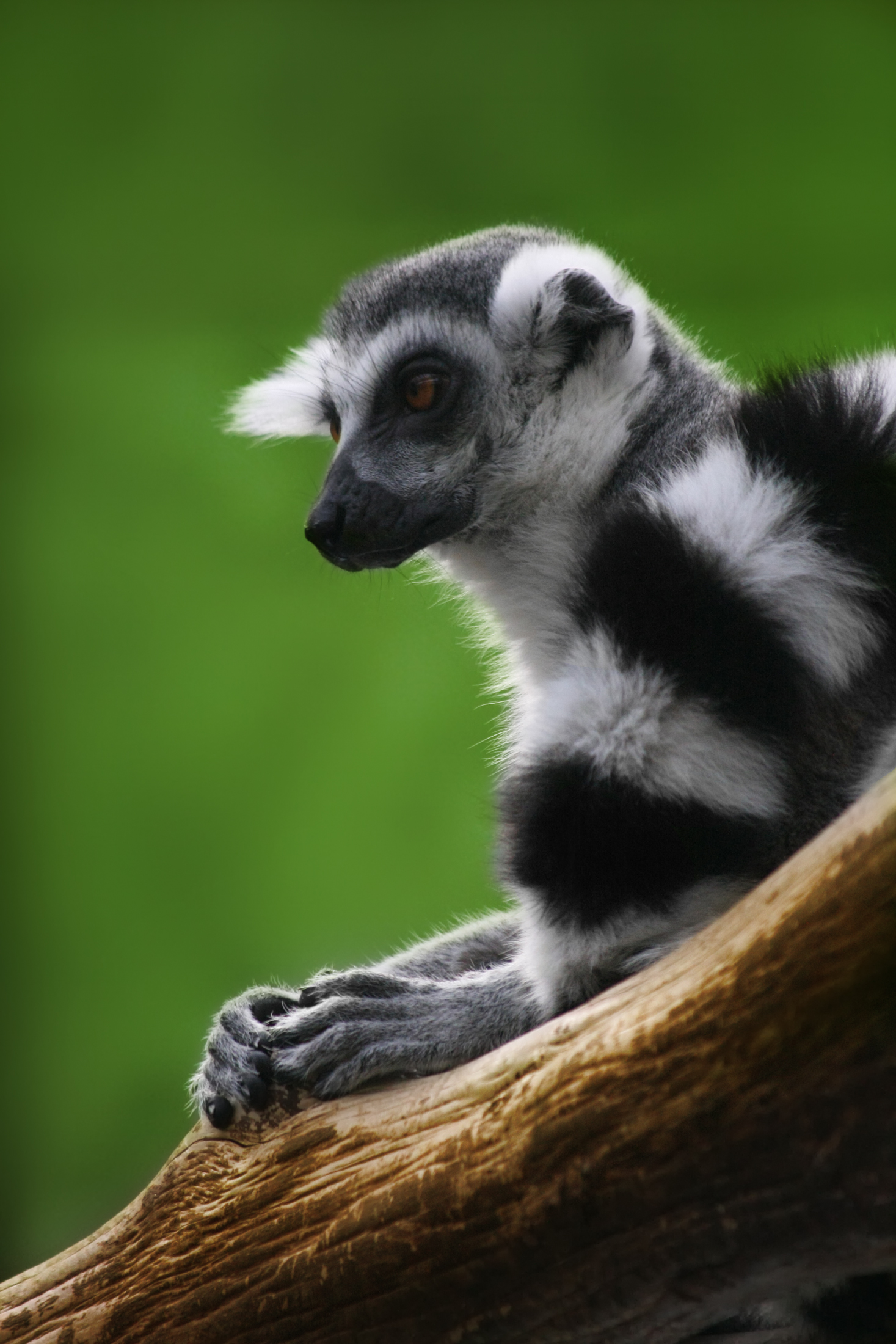
Lémur-de-cauda-anelada, um Strepsirrhini.

De acordo com estudos genéticos, os lêmures de Madagáscar divergiram dos lorisídeos há cerca de 75 milhões de anos. Estes estudos, assim como evidências por cariótipo e biologia molecular, também mostram que os lêmures são mais relacionados entre si do que com os outros Strepsirrhini. Entretanto, Madagáscar se separou da África há 160 milhões de anos, e da Índia há 90 milhões. Por conta desses fatos, uma população fundadora de lêmures chegou a Madagáscar da África continental por dispersão oceânica entre há 50 e há 80 milhões de anos. Outras opções de colonização devem ser examinadas, como múltiplas colonizações da África e Índia, mas nenhuma é suportada por evidência genética ou molecular.
Até recentemente, o aie-aie não tinha um lugar claro dentro de Strepsirrhini. Hipóteses têm sido propostas de que esta família, Daubentoniidae, foi um primata lemuriforme (o que significa que seus ancestrais surgiram após a separação dos lêmures e lorisídeos)  ou um grupo-irmão de todos os Strepsirrhini. Em 2008, a família do aie-aie foi confirmada como mais relacionada aos lêmures de Madagáscar, descendendo da mesma população ancestral que colonizou a ilha.
A subordem Haplorrhini, ou primatas "sem-rinário", é composta por dois clados. Os társios da família Tarsiidae (monotípico em sua infraordem Tarsiiformes), representa a divisão mais basal, originada há 58 milhões de anos. A infraordem Simiiformes surgiu há 40 milhões de anos, e contém dois clados: Platyrrhini, que evoluíram na América do Sul, sendo conhecidos por "macacos do Novo Mundo", e Catarrhini, que evoluíram na África, sendo os "macacos do Velho Mundo", humanos e grandes símios. Um terceiro clado, Eosimiidae, evoluiu na Ásia, mas já se extinguiu.
Como no caso dos lêmures, a origem dos "macacos do Novo Mundo" não é clara. Estudos moleculares têm mostrado uma enorme variação nas datas de divergência desses primatas com Catarrhini, fornecendo datações entre há 33 e há 70 milhões de anos, mas estudos de DNA mitocondrial mostram menos variação, fornecendo datas entre há 35 e há 43 milhões de anos. Esses primatas atravessaram o oceano Atlântico da África para a América do Sul através de "saltos" entre ilhas, facilitados pela Dorsal Mesoatlântica, em um oceano com níveis de água mais baixos. Alternativamente, uma dispersão oceânica isolada pode explicar essa colonização. Devido à deriva continental, o oceano Atlântico não era tão amplo como é hoje em dia. Pesquisas mostram que um macaco de 1 kg é capaz de sobreviver até 13 dias em uma jangada de vegetação. Dadas determinadas condições de corrente e velocidade do vento, seria possível uma viagem entre os dois continentes em um curto espaço de tempo.

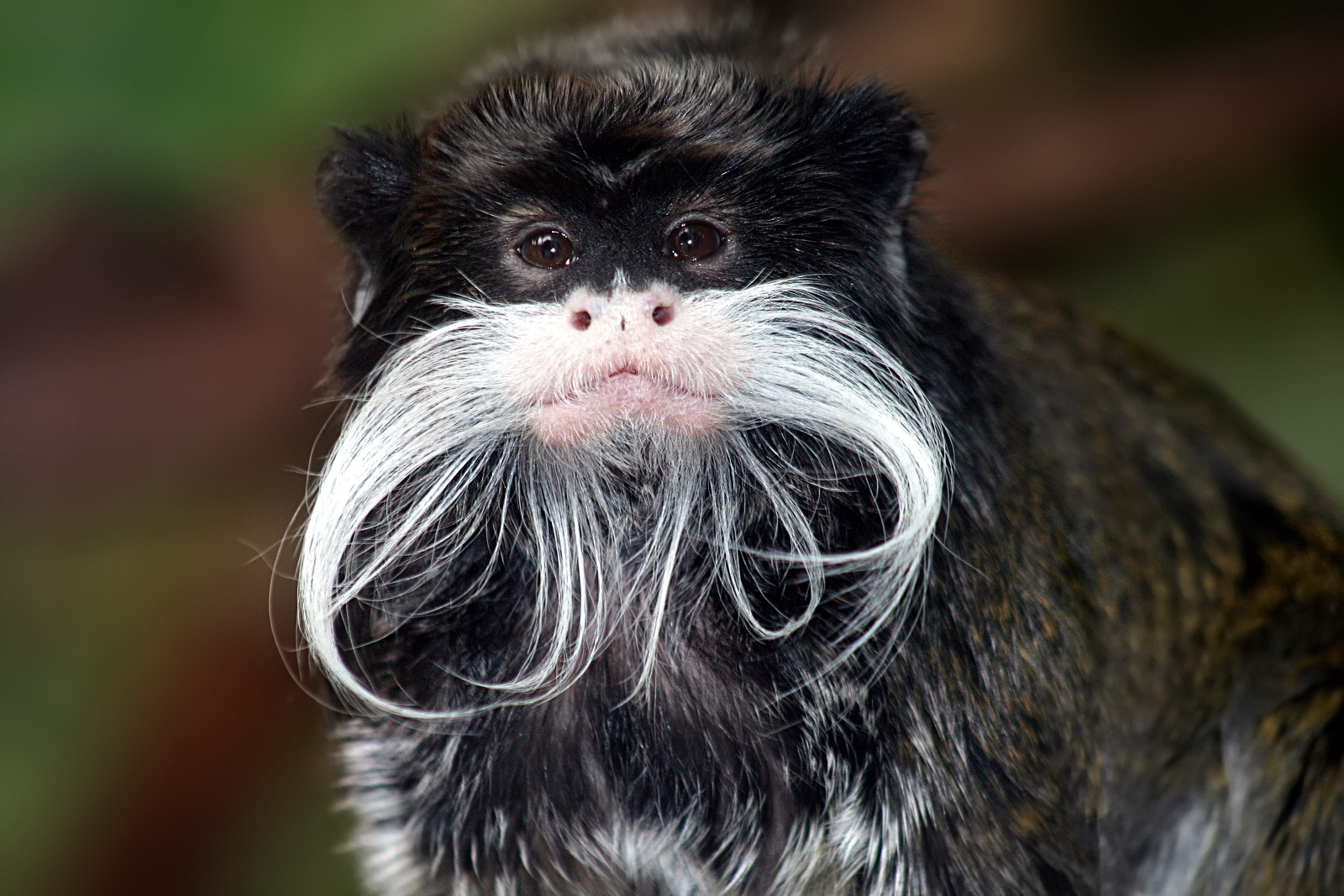
Sagui-imperador, um platirrino, ou "macaco do Novo Mundo".

Os catarrinos se dispersaram da África até a Europa e Ásia no começo do Mioceno. Logo após, lórises e társios fizeram o mesmo caminho. O primeiro fóssil de hominídeo foi descoberto no norte da África e é datado entre há 5 e 8 milhões de anos. Os "macacos do Velho Mundo" se extinguiram da Europa há 1,8 milhão de anos. Estudos moleculares e paleontológicos mostram a origem do homem como sendo na Árica, entre há 100 mil e 200 mil anos.
Embora os primatas foram muito bem estudados em relação a outros grupos de animais, muitas espécies foram descobertas na década de 2000, e a genética tem demonstrado a existência de espécies desconhecidas em populações já conhecidas. Primate Taxonomy listou cerca de 350 espécies em 2001. O autor, Colin Groves, aumentou o número na terceira edição do livro Mammal Species of the World. Entretanto, publicações mais recentes listam cerca de 424 espécies, ou 658 táxons, se contar as subespécies.

### Híbridos
Híbridos entre primatas ocorrem em cativeiro, mas também já foram reportados em estado selvagem. A hibridização ocorre quando duas espécies com distribuição geográfica sobrepostas se cruzam, formando zonas híbridas; também pode ocorrer quando animais são colocados em zoológicos ou na natureza devido à intensa predação. Híbridos entre gêneros também são encontrados em animais em liberdade: embora são de gêneros separados por milhões de anos, existe cruzamento entre geladas e babuínos-sagrados.

## Caracteres diagnósticos
Primatas se diversificaram em habitats arbóreos e possuem muitas características que são adaptações a esses ambientes. Eles são distinguíveis pelas seguintes características:
- retenção da clavícula na cintura escapular;[44]
- articulação do ombro que permite alta liberdade de movimento;[44]
- cinco dígitos nas mãos e pés, com polegar opositor;[44]
- unhas nos dedos das mãos e pés (antropoides);[45]
- unha achatada no hálux (todas as espécies viventes);[45]
- impressão digital;[44]
- órbitas envolvidas em osso;[46]
- diminuição do focinho e face achatada, resultado da diminuição do olfato e melhora da visão (mais notável em Haplorrhini);[46]
- visão em cores, estereopsia e alta acuidade visual;[44]
- um cerebelo com lobo posterior desenvolvido e sulco calcarino;[44]
- cérebro grande se comparado com tamanho corporal;[44]
- diferenciação de um desenvolvido córtex cerebral;[44]
- número de dentes reduzidos em comparação com mamíferos primitivos;[44]
- três tipos de dentes;[46]
- ceco bem desenvolvido;[46]
- duas glândulas mamárias em posição peitoral;[44]
- geralmente, nasce um filhote por gravidez;[44]
- pênis pendular e testículo dentro de bolsa escrotal;[46]
- gestação e infância longos;[44]
- tendência a manter o tronco ereto levando ao bipedalismo.[44]

Nem todos os primatas exibem esses traços anatômicos, nem todos eles são exclusivos dos primatas. Por exemplo, outros mamíferos possuem clavículas, três tipos de dentes e pênis pendular, o macaco-aranha possui polegar muito reduzido, a varecia possui seis glândulas mamárias e strepsirrhini possui longos focinhos e acurado senso olfatório.
Em relação ao comportamento, primatas são animais sociais, com sistemas hierárquicos flexíveis. "Macacos do Novo Mundo" podem formar pares monogâmicos e apresentam substancial cuidado paterno ao contrário dos "macacos do Velho Mundo".

## Descrição
Primatas possuem olhos voltados para a frente no crânio, a visão binocular permite acurada percepção de distância e profundidade, útil para animais que se deslocam em ambientes tridimensionais como árvores. A arcada supraciliar reforça ossos mais fracos na face, que são colocados sob tensão durante a mastigação. Strepsirrhini possui uma barra pós-orbital, um osso atrás do soquete dos olhos, para protegê-los; em haplorrhini, a estrutura óssea do soquete se desenvolveu a ponto de envolver todo o olho.

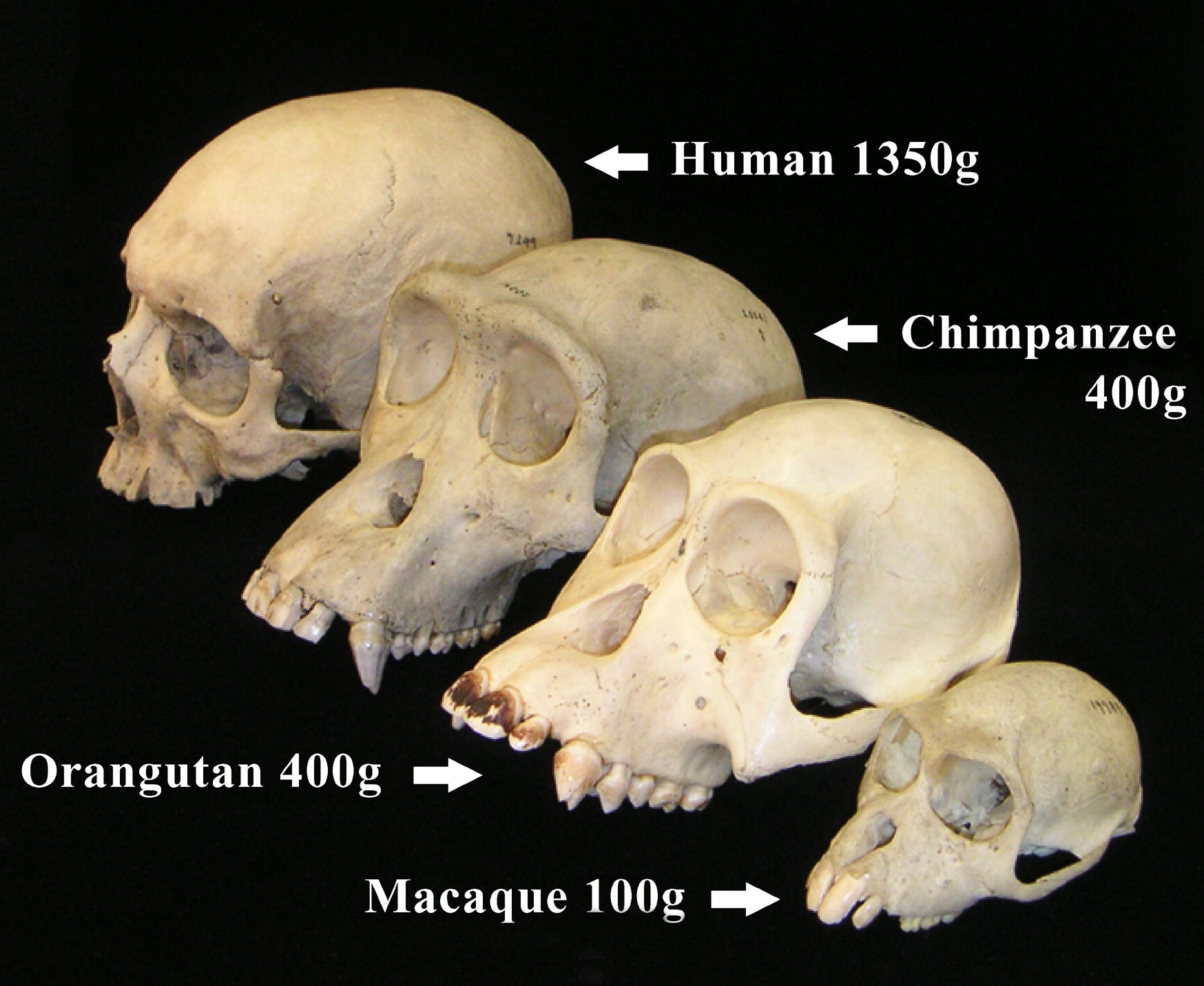
Crânios de primatas com massa cerebral indicada.

O crânio possui uma arredondada caixa craniana, especialmente desenvolvida em antropoides. O crânio protege o cérebro, que é particularmente desenvolvido neste grupo. O volume endocranial é três vezes maior em humanos do que no maior primata não humano, refletindo o maior tamanho relativo de cérebro. A média desse volume é de 1 201 cm³ em humanos, 469 cm³ em gorilas, 400 cm³ em chimpanzés e 397 cm³ em orangotangos. A tendência na evolução dos primatas é o desenvolvimento do córtex cerebral, particularmente o neocórtex, que é envolvido na percepção sensorial, na geração de padrões motores complexos, consciência, e em humanos, a fala. Enquanto outros mamíferos  dependem muito do olfato, o modo de vida arborícola dos primatas o torna mais dependentes da visão e do tato, e a vivência em complexos meios sociais foi pressão seletiva para o aumento de áreas do córtex envolvidas na consciência e comunicação, o que culminou na redução do senso olfatório.

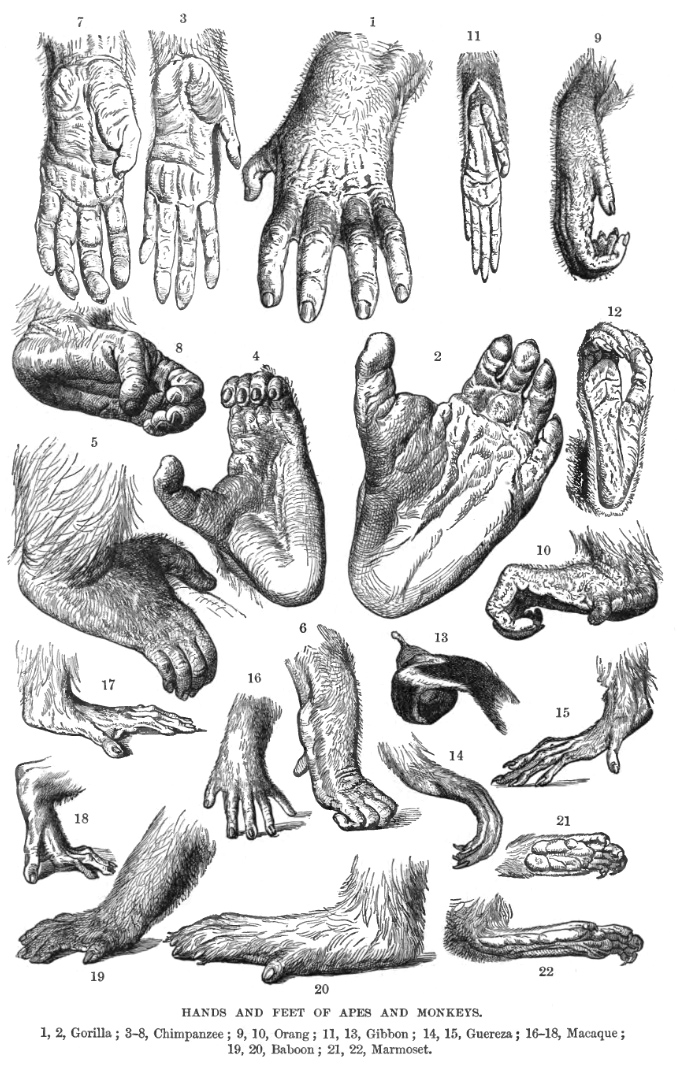
Uma ilustração de 1893 mostrando vários pés e mãos de primatas.

Primatas, geralmente, possuem cinco dedos nas mãos e pés (pentadactilia), com unhas no final de cada dedo. As palmas das mãos, solas dos pés e a ponta dos dedos possuem áreas táteis mais desenvolvidas. Muitos possuem polegar opositor, uma característica diagnóstica dos primatas, embora não seja limitada a essa ordem (os gambás também compartilham de tal característica). Polegares permitem que eles possam utilizar ferramentas. Nos primatas, a combinação de polegares opositores, unhas curtas (em vez de possuírem garras), e longos e preênseis dedos é herança da prática ancestral de se agarrar em galhos, e permitiu, em parte, que alguns animais desenvolvesse a capacidade de braquiação (se locomover de galho em galho utilizando unicamente os braços). Prossímios possuem unhas como garras no segundo dedo de cada pés, e é usado para a catação.

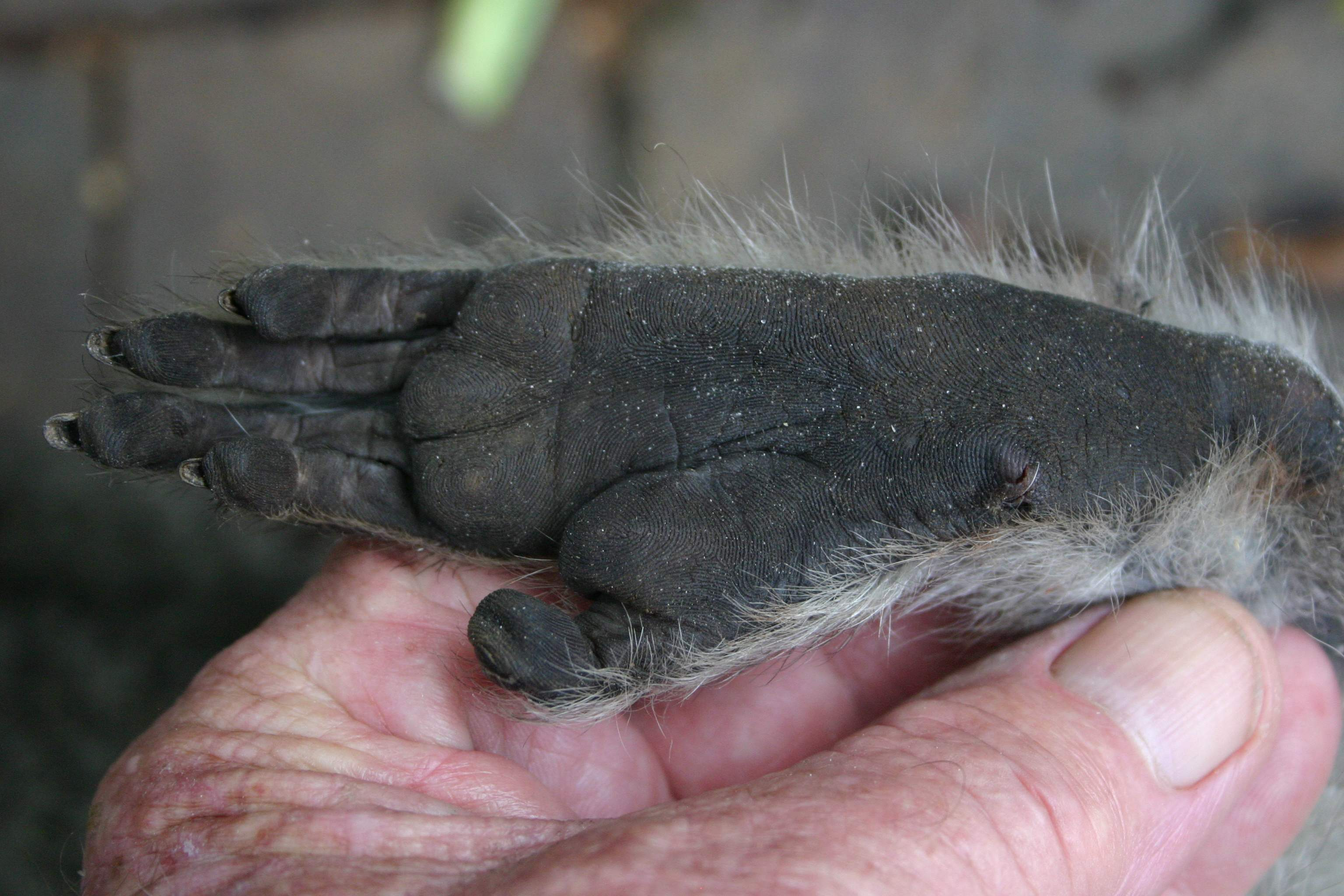
Impressão digital na sola do pé de macaco vervet.

A clavícula nos primatas é presente como um elemento proeminente da cintura escapular, e graças a ela a articulação do ombro tem extrema mobilidade. Hominoides possuem mobilidade maior ainda, graças a posição mais dorsal da escápula, caixas torácicas largas e relativamente curtas, e a parte lombar da coluna vertebral é mais curta e móvel do que comparado aos cercopitecoides. Tal anatomia está relacionada ao meio de locomoção predominantemente braquiador nos hominoides. Cercopitecoides também possuem cauda, mas não é preênsil. A única família de Haplorrhini a terem uma cauda verdadeiramente preênsil é Atelidae, em que estão incluídos os macacos-aranha, muriquis e bugios (o macaco-prego possui uma cauda semipreênsil, e saguis e micos-leões não possuem cauda preênsil).
Um tendência evolutiva nos primatas foi a redução do focinho.  Tecnicamente, os "macacos do Velho Mundo" são distinguíveis dos "macacos do Novo Mundo" pela estrutura do nariz, e são distinguíveis dos hominoides pelo arranjo dos dentes. Nos "macacos do Novo Mundo", as narinas são posicionadas lateralmente, enquanto nos do Velho Mundo, elas estão mais centralizadas e viradas para baixo. Dentição varia consideravelmente nos primatas, e embora alguns possam ter perdido quase todos incisivos, todos os primatas retém pelo menos um incisivo inferior. Em muitos strepsirrhini, os incisivos e caninos inferiores foram um pente dental, que é usado na catação e no forrageamento, e o primeiro pré-molar inferior é no formato de um canino. Catarrinos possuem oito pré-molares, enquanto os platirrinos possuem doze. Cercopitecoides se diferenciam dos hominoides por conta do número de cúspides nos molares; hominoides possuem cinco, enquanto cercopitecoides possuem quatro cúspides, mas os seres humanos (que são hominoides) podem ter quatro ou cinco. Os prossímios são diferentes por possuírem lábio inferiores imóveis, a ponta do nariz úmida, e incisivos e caninos inferiores projetados para frente.
A evolução da visão em cores nos primatas é única entre os mamíferos. Enquanto que os ancestrais vertebrados possuíam visão tricromática, os ancestrais noturnos e homeotermos dos mamíferos perderam um dos três cones durante a era Mesozoica. Peixes, aves e répteis são tricromatas e até tetracromatas, enquanto todos os mamíferos, com exceção de alguns primatas e dos marsupiais, são dicromatas ou monocromatas (são completamente "cegos" à cores). Primatas noturnos como Aotus e galagos são frequentemente monocromatas. Catarrinos são tricromatas devido a uma duplicação do gene da opsina, há cerca de 30 a 40 milhões de anos. Platirrinos são tricromatas apenas em algumas ocasiões. Especificamente, fêmeas são heterozigotas para dois alelos do gene da opsina (vermelho e verde) localizado no mesmo lócus no cromossomo X. Machos, portanto, podem ser apenas dicromatas, enquanto fêmeas podem ser dicromatas ou tricromatas. Visão em cores em strepsirrhini não é bem compreendida: entretanto, pesquisas indicam um padrão de visão em cores parecido com o encontrado nos platirrinos.
Como os catarrinos, os bugios mostram tricromatismo padrão, como originado pela duplicação gênica. Bugios são um dos mais especializados comedores de folhas entre os "macacos do Novo Mundo": os tipos de folhas que eles preferem consumir (jovens,nutritivas e fáceis de digerir) são detectáveis por sinais de verde e vermelho. O ambiente acabou selecionando o tricromatismo nos bugios.

### Dimorfismo sexual

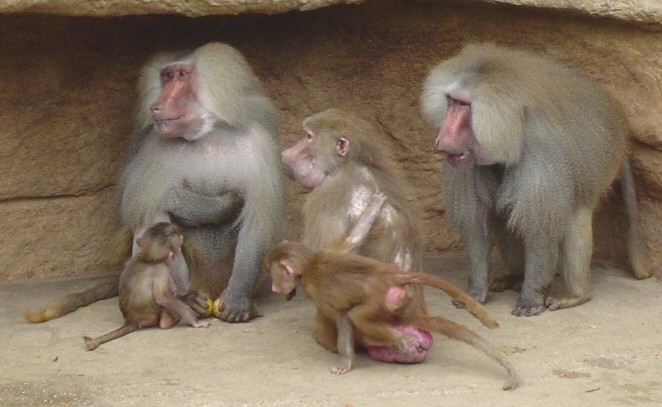
Evidente dimorfismo sexual pode ser observado entre uma fêmea e dois machos de babuíno-sagrado.

Dimorfismo sexual é frequentemente exibido em símios, apesar de ser mais frequente em Catarrhini do que em Platyrrhini. Primatas geralmente apresentam dimorfismo sexual na massa corporal, tamanho dos caninos e cor  do pelo e  da pele. O dimorfismo pode ser atribuído a vários fatores, como sistema de acasalamento, tamanho, habitat e dieta.
Análises comparativas têm gerado um entendimento mais completo da relação entre seleção sexual, seleção natural e sistemas de acasalamento entre primatas. Alguns estudos mostraram que o dimorfismo provem de mudanças tanto em caracteres masculinos, quanto femininos. A ontogenia dá alguma luz em relação ao surgimento de dimorfismo sexual e padrão de crescimento. Algumas evidências paleontológicas sugerem que houve convergência evolutiva no dimorfismo, e alguns hominídeos extintos tiveram provavelmente um dimorfismo sexual maior do que muitos primatas viventes.. Estudos sugeriram que os primeiros Homininae eram dimórficos e que isso diminuiou ao longo da evolução do gênero Homo, correlacionando-se com os seres humanos se tornando mais monogâmicos, enquanto os gorilas, que vivem em haréns, mostram um grande grau de dimorfismo sexual.

### Locomoção

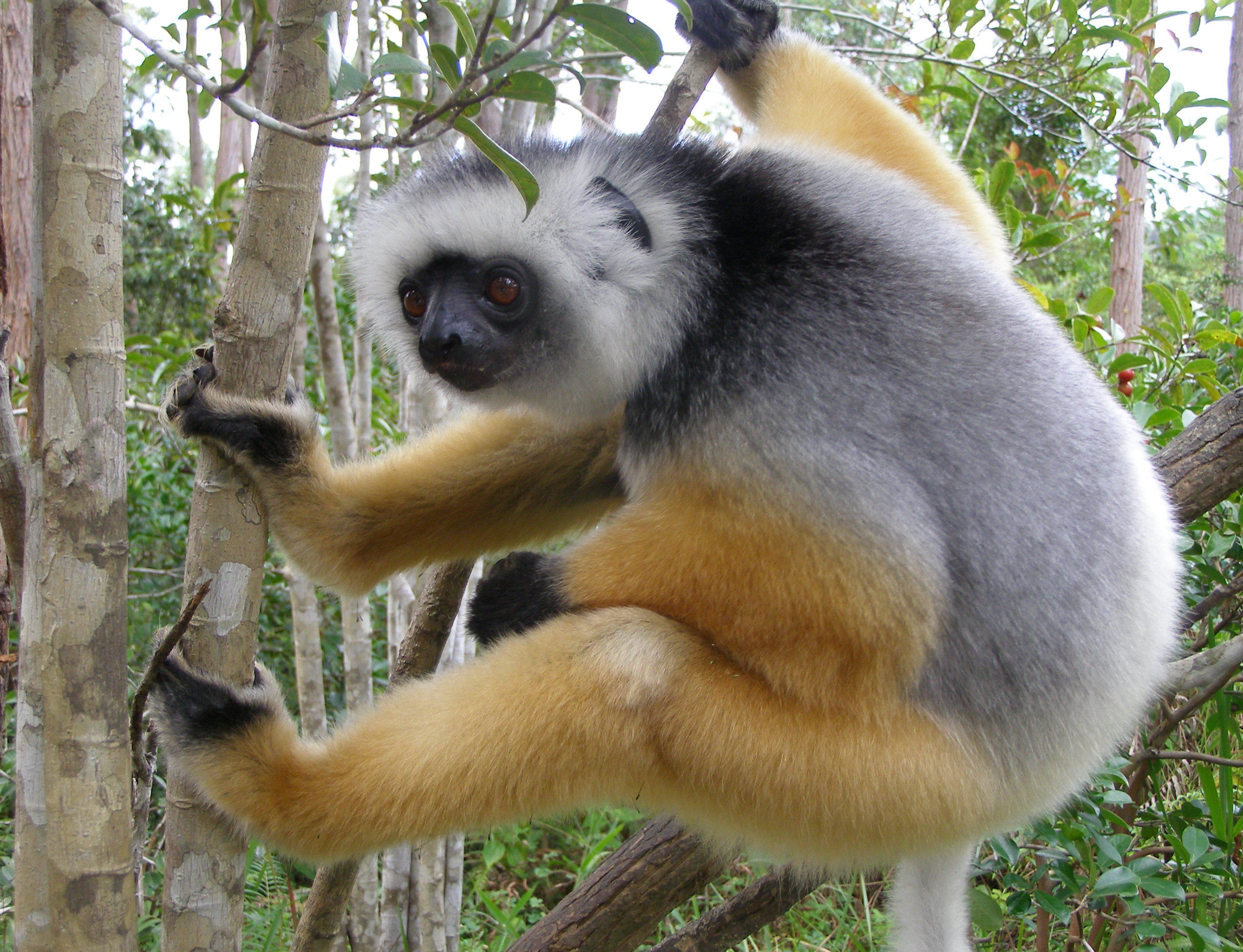
Propithecus diadema, um lêmure que é um escalador e saltador.

Os primatas se movimentam por braquiação, bipedalismo, saltos, quadrupedalismo arborícola ou terrestre, escaladas, nodopedalia ou uma combinação de qualquer um desses modos de locomoção. Muitos prossímios são primariamente escaladores e saltadores. Isto inclui muitos galagos, todos os indriidae, lepilemuridae, e todos tarsiidae. Outros prossímios são quadrúpedes arborícolas. Muitos símios são quadrúpedes arborícolas e terrestre e escaladores. gibões, muriquis e macacos-aranhas são predominantemente braquiadores. O macaco-barrigudo pode braquiar eventualmente. Orangotangos utilizam uma forma de locomoção parecida com a braquiação, em que eles utilizam os quatro membros para se locomover nas árvores. Os chimpanzés e gorilas são nodopedálicos, e podem se mover de forma bípede apenas por distâncias curtas. Embora muitas espécies fósseis fossem bípedes, como australopitecíneos e humanos pré-históricos, atualmente, apenas o homem utiliza de tal modo de locomoção exclusivamente.

## Ecologia e comportamento

### Sistemas sociais
Primatas estão entre os mais sociais dos animais, vivendo em grupos familiares, pares, haréns com um único macho, e grupos formados multi-machos/multi-fêmeas. Richard Wrangham estabeleceu que a estrutura social de primatas não humanos é melhor classificada de acordo com os movimentos migratórios das fêmeas entre os grupos. Ele propôs quatro categorias:
- Sistemas patrifocais - fêmeas saem do grupo em que nasceram. Fêmeas que estão no grupo não são aparentadas, ao passo que os machos são, já que eles permanecem no bando em que nasceram, e esta associação entre os machos é bastante influente em seu comportamento. Geralmente, grupos assim são pequenos. Esta organização é encontrada em chimpanzés, em que os machos, que são aparentados, se unem para defender o território. Entre os "macacos do Novo Mundo", o macaco-aranha e o muriqui possuem tal sistema social.[71].

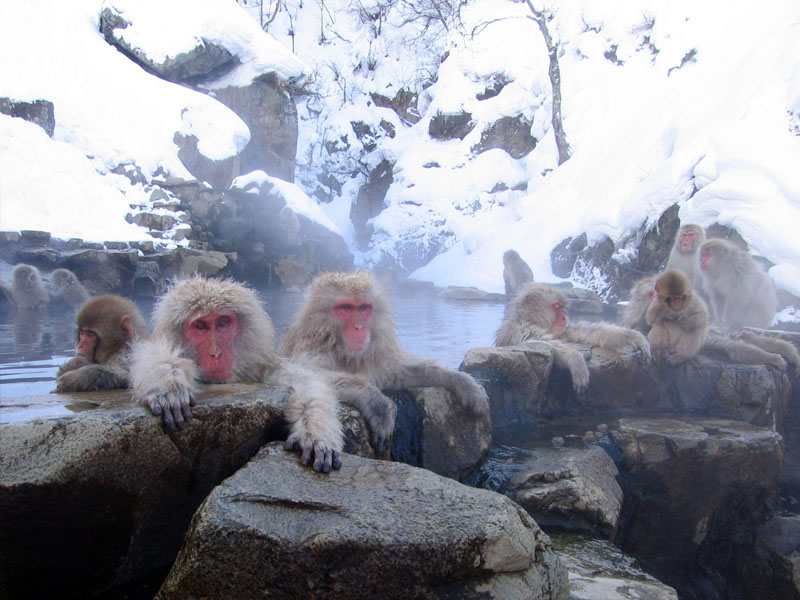
Macacos-japoneses se banhando juntos no Parque do Jigokudani.

- Sistemas matrifocais - os machos saem do grupo em que nasceram. Grupos poligínicos e poliândricos se encaixam nessa categoria. Grupos nesse sistema costumam ser maiores. Este sistema é encontrado no lémur-de-cauda-anelada, nos macacos-pregos e em Cercopithecinae.[14]
- Sistemas monogâmicos - consistem em casais, acompanhados de seus filhotes. O cuidado parental e defesa do território é compartilhado entre os membros do grupo. Os juvenis deixam o bando quando se tornam adolescentes. Gibões possuem tal sistema social, mas é importante frisar que "monogamia" nesse sistema não implica fidelidade sexual.[72]. Espécies com essa estrutura social não formam grupos grandes.
- Espécies solitárias - geralmente, constituem-se de machos que vivem sozinhos, defendendo extensos territórios que incluem os territórios de várias fêmeas. Esse tipo de organização é encontrado em prossímios e Nycticebus. Orangotangos  não defendem território mas efetivamente possuem esse sistema social.[73]

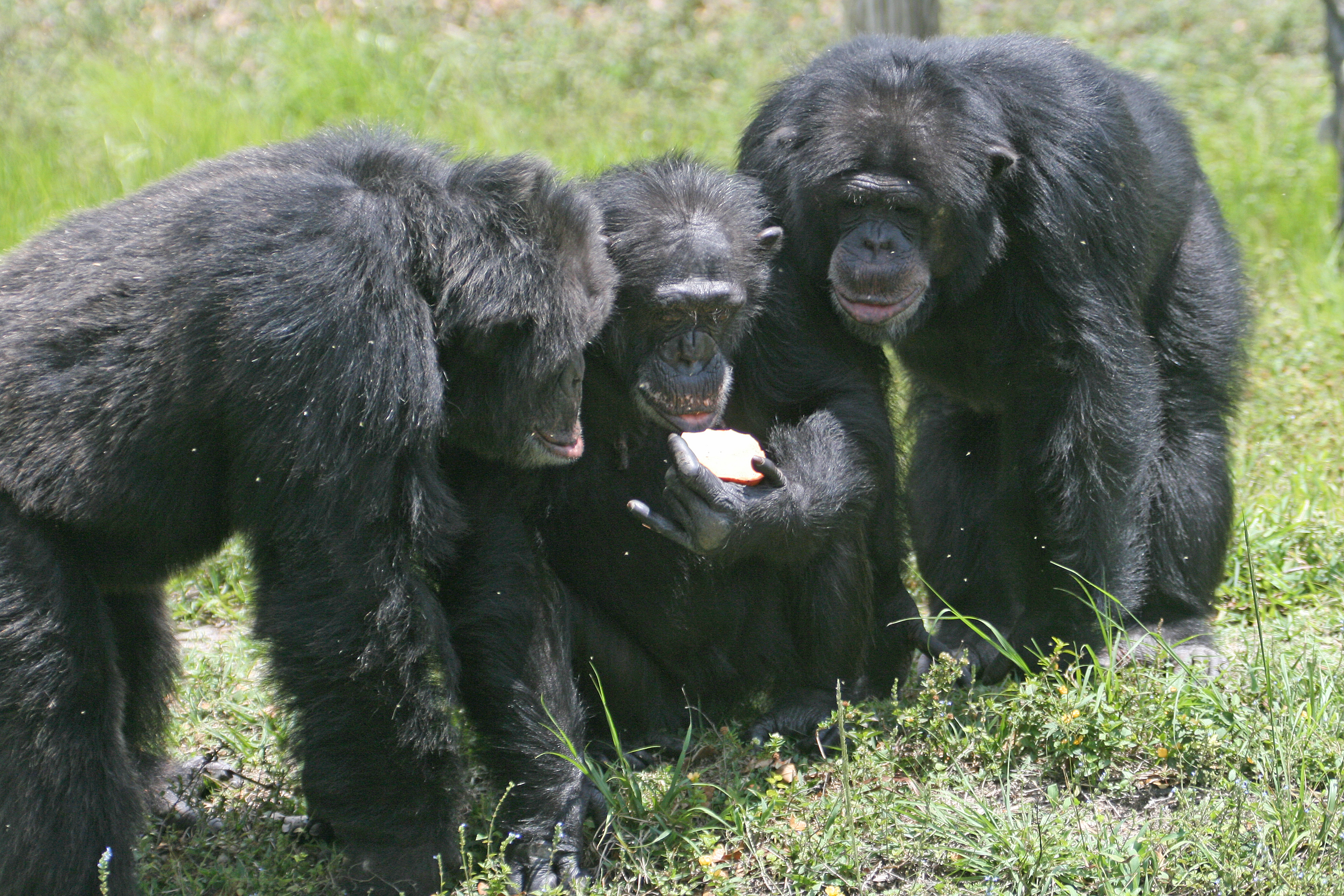
Chimpanzés são animais sociais em grupos patrifocais.

Outros sistemas ocorrem também. Nos bugios, tanto os machos quanto as fêmeas saem do grupo quando alcançam a maturidade sexual,  resultando em grupos que nem os machos ou as fêmeas são parentes. Alguns prossímios, macacos colobos e  calitriquíneos possuem tal sistema.
A primatalogista Jane Goodall, que estudou chimpanzés Parque Nacional do Gombe, notou que a dinâmica do grupo segue um padrão de fissão-fusão. Esta fissão ocorre quando o grupo se separa para forragear durante o dia, e a fusão é quando o grupo retorna a noite, para dormir unidos. Isto é observado no babuíno-sagrado, macaco-aranha, e no bonobo. O gelada tem uma estrutura social similar em que muitos pequenos grupos se unem de forma temporário, totalizando até 600 indivíduos.
Estes sistemas sociais são afetados por três fatores ecológicos principais: distribuição de recursos, tamanho do grupo e predação. Dentro do grupo há um balanço entre cooperação e competição. Comportamentos cooperativos incluem a catação (remover ectoparasitas da pele e pelo), compartilhamento de comida, e defesa coletiva contra predadores e do território. Comportamentos agonísticos  frequentemente sinalizam competição por comida, sítios de dormida ou por cópulas. Agressão também é usada para estabelecer hierarquias.

### Relações interespecíficas
Várias espécies de primatas são conhecidas por se associarem. Algumas dessas associações foram extensivamente estudadas. No Parque Nacional de Taï várias espécies se associam para coordenar defesas antipredatórias. Incluem Cercopithecus diana, Cercopithecus campbelli, Cercopithecus petaurista, Piliocolobus badius, Colobus polykomos e Cercocebus atys, que coordenam entre si vocalizações de alarme. Entre os predadores desses primatas está o chimpanzé-comum.
Cercopithecus ascanius associa com várias espécies, incluindo Piliocolobus badius, Cercopithecus mitis, Cercopithecus wolfi, Colobus guereza, Lophocebus aterrimus e Allenopithecus nigroviridis. O chimpanzé-comum também pode predar essas espécies.
Na América do Sul, o macaco-de-cheiro se associa com o macaco-prego. Esta associação traz mais vantagens no forrageio do que em defesa antipredatória. Em calitriquíneos foi observada a associação do mico-leão-de-cara-dourada com o sagui-de-wied.

### Cognição e comunicação

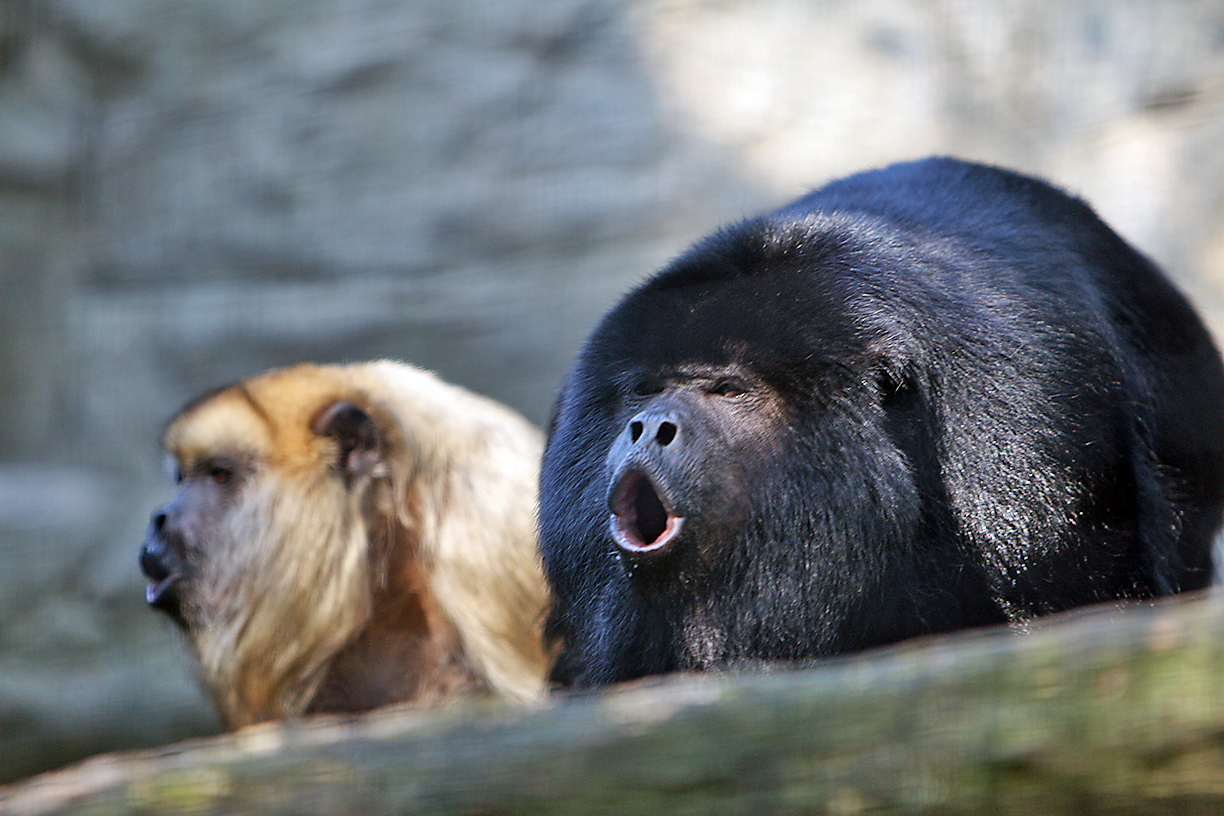
Casal de bugios vocalizando.

Primatas possuem avançadas habilidades cognitivas: alguns fabricam ferramentas e as utilizam para conseguir comida e em exibições sociais; alguns possuem sofisticadas estratégias de caça que requerem cooperação, influência e hierarquia; possuem consciência de status social, capacidade de manipulação e enganação; podem reconhecer parentesco e coespecíficos; primatas não-humanos podem usar símbolos e aprender aspectos da fala humana incluindo alguma sintaxe e conceitos de número e sequência numéricas. Pesquisas em inteligência de primatas envolvem resolução de problemas, memória, interação social, teoria da mente, e conceitos numéricos, abstratos e espaciais. Estudos comparativos mostram uma tendência na evolução a aumentar a capacidade cognitiva dos prossímios, para os platirrinos e para os catarrinos, e há significativamente maior inteligência nos hominoides. Entretanto, há grande variação dentro desses grupos (entre os "macacos do Novo Mundo", há o macaco-aranha e o macaco-prego possuem os maiores índices em alguns testes de inteligência), assim como é observado em resultados de diferentes estudos.
Lêmures, lorisídios, társios e platirrinos dependem de sinais olfatórios em muitos aspectos do comportamento social e reprodutivo. Glândulas especializadas que produzem feromônios são utilizadas para marcar território, que são detectadas pelo órgão vomeronasal; esses processos constituem grande parte da comunicação entre esses primatas. Em cercopitecídeos e hominoides esta habilidade é vestigial, sendo que os olhos são os principais órgãos sensoriais. Primatas também usam vocalizações, gestos, e expressões faciais para transmitir estados emocionais. Carlito syrichta possui um limite de alta frequência de audição de cerca de 91 kHz com uma frequência dominante de 70 kHz. Tais valores são os maiores registrados entre mamíferos terrestres, e é um exemplo relativamente extremo de comunicação ultrassônica. Para esses primatas, vocalizações ultrassônicas representam um canal comunicativo que burla a detecção de suas vocalizações por predadores, presas e competidores, otimizando a eficiência energética, ou melhorando a detecção de sons em barulhos de fundo de baixa frequência.
Chlorocebus pygerythrus dá uma chamada de alarme distinta para cada um de pelo menos quatro predadores diferentes, e as reações de outros macacos variam de acordo com a chamada. Por exemplo, se uma chamada de alarme sinaliza uma píton, os macacos sobem nas árvores, enquanto o alarme da águia faz com que os macacos procurem um esconderijo no solo. Muitos primatas não humanos têm a anatomia vocal para produzir a fala humana, mas não possuem a fiação cerebral adequada.. Padrões vocais semelhantes a vogais foram registrados em babuínos, o que tem implicações para a origem da fala em humanos.
Atualmente, é indiscutível que, em sua maioria, os pré-humanos Australopithecus não tinham sistemas de comunicação significativamente diferentes daqueles encontrados nos símios em geral. As opiniões na academia variam, entretanto, quanto à evolução desses sistemas desde o aparecimento do gênero Homo, há cerca de 2,5 milhões de anos. Alguns estudiosos assumem o desenvolvimento de sistemas primitivos de linguagem (proto-língua) tão cedo quanto o Homo habilis, enquanto outros associam o desenvolvimento da comunicação simbólica primitiva apenas com o Homo erectus (há 1,8 milhões de anos) ou o Homo heidelbergensis (há 0,6 milhões de anos). Há ainda linhas de conhecimento segundo a qual o desenvolvimento da linguagem humana como a conhecemos estaria ligada ao Homo sapiens (humanos modernos), há menos de cem mil anos, na África.

### Crescimento e desenvolvimento

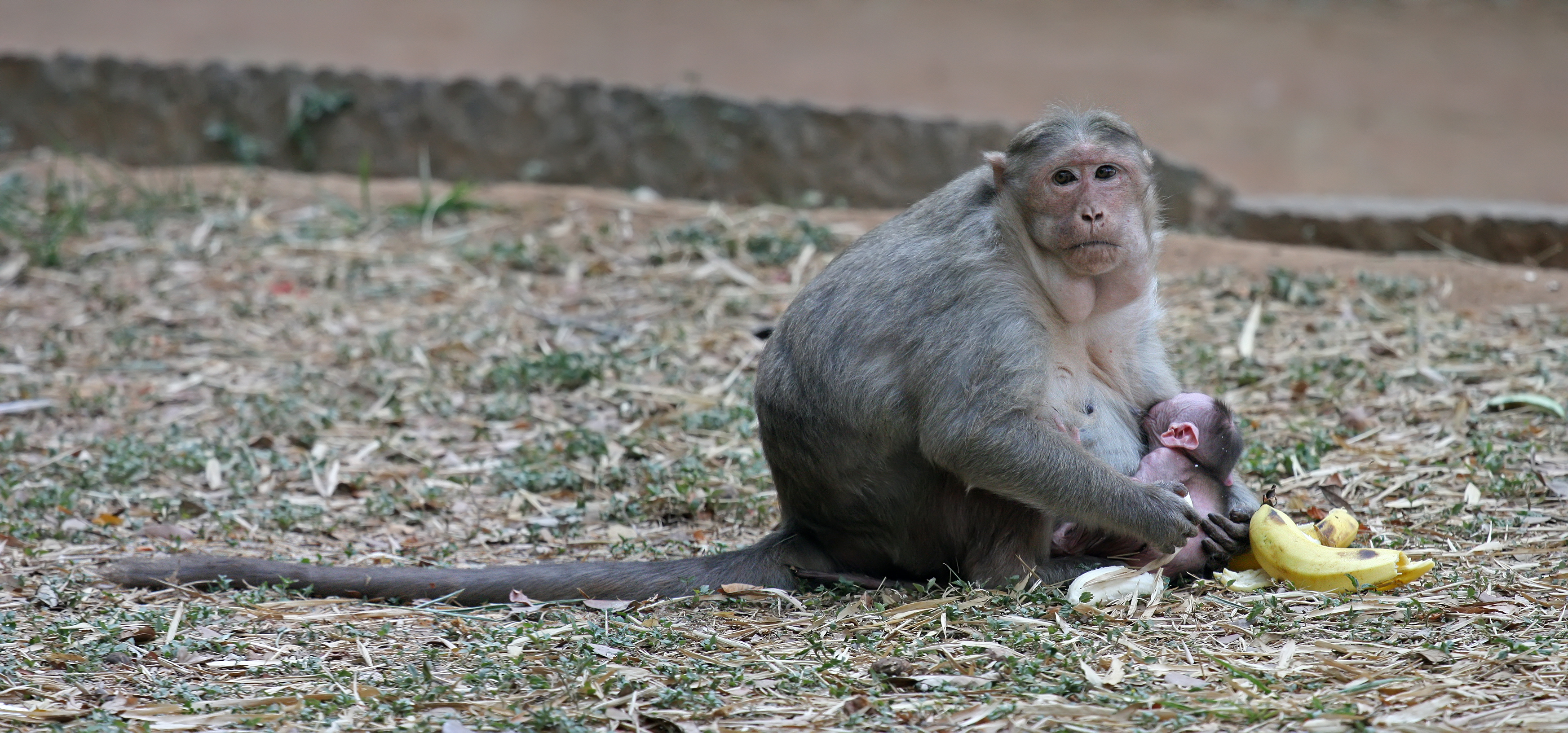
Macaca fascicularis amamentando seu filhote.

Primatas possuem as taxas mais lentas de crescimento entre os mamíferos. Todos os filhotes são amamentados por suas genitoras (com exceção do que é observado em algumas culturas humanas e alguns primatas nascidos em zoológicos) e são dependentes na catação e locomoção. Em algumas espécies, os infantes são protegidos e transportados pelos machos dos grupos, especialmente se esses machos forem seus pais. Outros parentes, como irmãos e tios também ajudam no cuidado. Muitas fêmeas primatas cessam a ovulação quando estão em lactação, e quando o filhote desmama ela volta a ovular normalmente. Isto pode levar a conflitos entre a mãe e o filhote que está sendo desmamado, que tenta continuar a ser amamentado.
Primatas possuem um longo período juvenil entre o desmame e a maturidade sexual se comparados com mamíferos de tamanho similar. Alguns primatas como gálagos e platirrinos utilizam buracos em troncos de árvores para fazer ninho, e os adultos deixam os jovens em ninhos de folhas quando saem para forragear. Outros primatas carregam os filhotes enquanto se alimentam. Adultos podem usar ou construir sítios de domirda , às vezes acompanhados de juvenis, para descansar, e tal comportamento se desenvolveu secundariamente em hominoides.
Durante o período juvenil, primatas estão mais sujeitos à predação e inanição: eles ganham experiência nesse período em conseguir comida e evitar predadores. Eles aprendem habilidades de luta e sociais, frequentemente brincando.
Primatas, especialmente as fêmeas, possuem grande longevidade se comparados com outros mamíferos do mesmo porte. No fim da vida, as fêmeas de catarrinos apresentam uma cessação na função reprodutiva, não ovulando mais, um fenômeno conhecido por menopausa: tal processo não foi largamente estudado em outros grupos.

### Dieta e forrageio

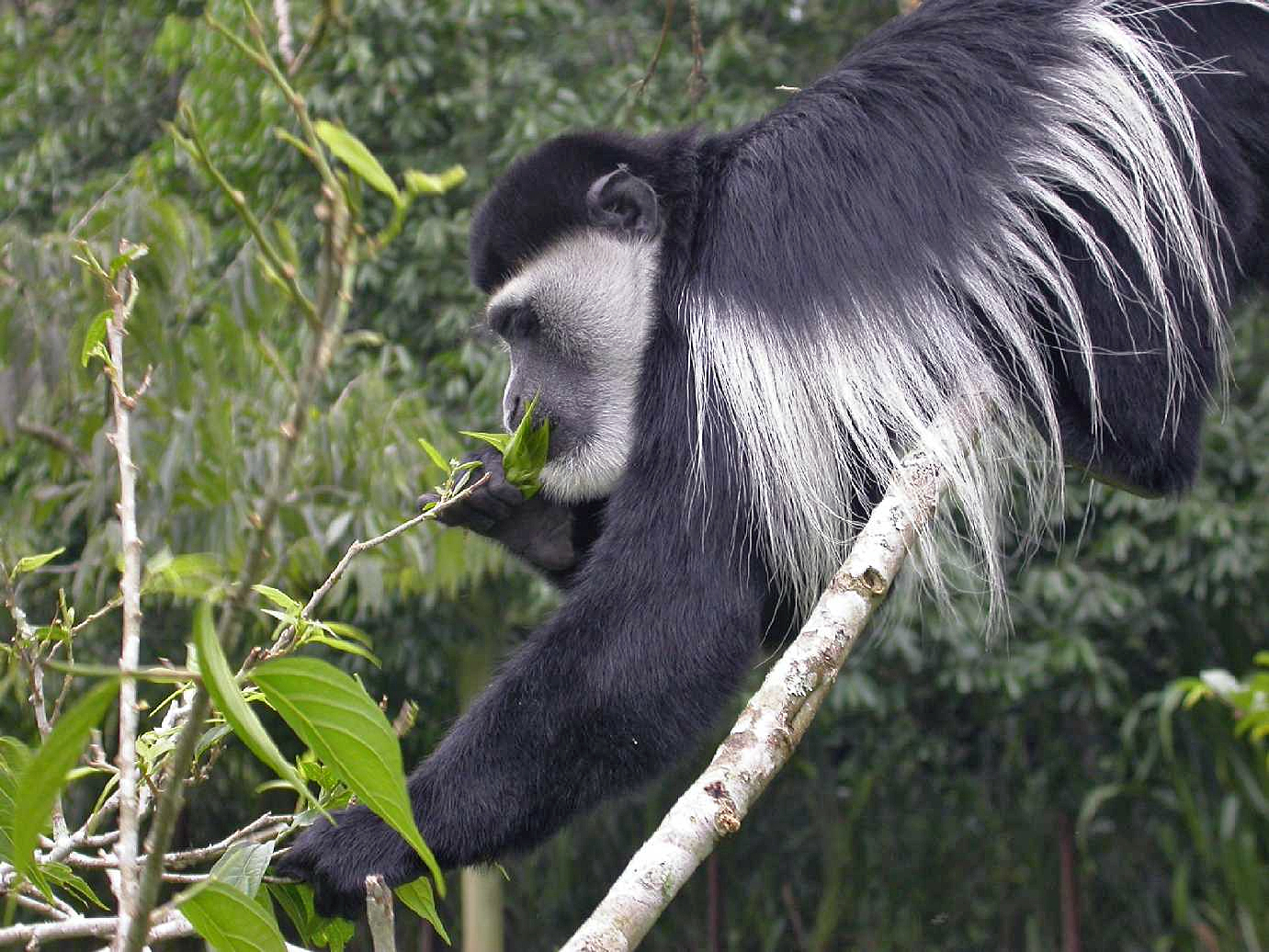
Colobus guereza é uma espécie folívora.

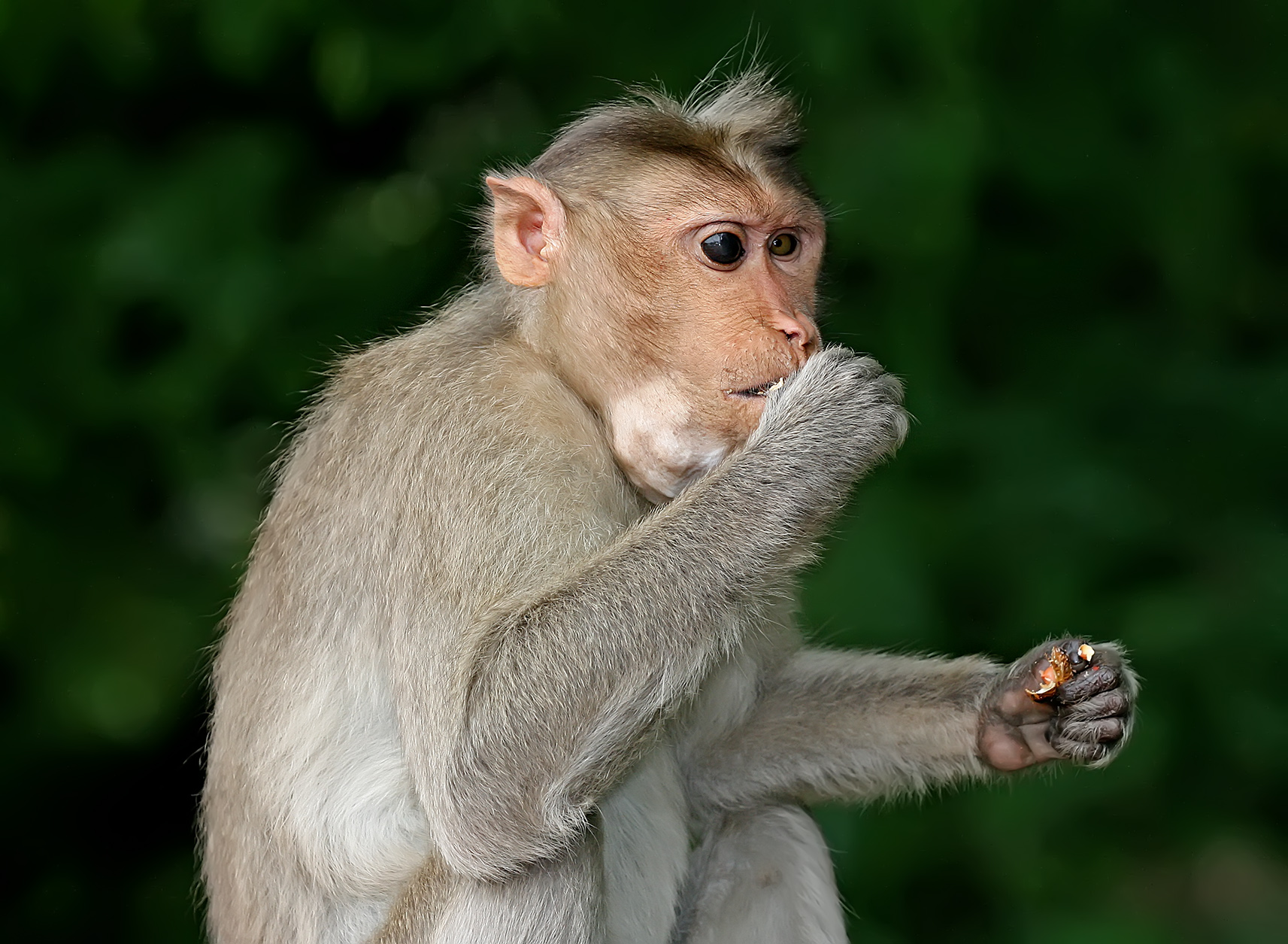
Macaca fascicularis armazena comida temporariamente em suas bochechas.

Primatas exploram uma ampla variedade de recursos alimentares. É dito que muitas características dos modernos primatas, incluindo os humanos, derivam de adaptações de ancestrais que procuravam alimento nas copas das árvores. Muitos primatas incluem frutos em sua dieta, que são fontes de carboidratos e lipídeos fáceis de digerir. Entretanto, é necessário outras fontes de nutrientes, como folhas ou insetos, para conseguir aminoácidos, vitaminas e minerais. Primatas da subordem Strepsirrhini são capazes de produzir a vitamina C, como outros mamíferos, o que não ocorre nos integrantes da subordem Haplorrhini, que precisam obter a vitamina C a partir da dieta.
Muitos primatas possuem especializações anatômicas que os tornam capazes de explorar recursos específicos, como frutos duros, exsudatos, ou insetos. Por exemplo, comedores de folhas como os bugios , macacos do gênero Colobus e lêmures da família Lepilemuridae possuem tratos digestivos longos que os tornam capazes de absorver nutrientes desses itens alimentares que são difíceis de digerir. Saguis se alimentam de exsudatos, e possuem resistentes dentes incisivos, capazes de abri as cascas das árvores para obter a goma, e unhas parecidas com garras, que os permitem se prender em substratos verticais enquanto se alimentam. O aie-aie combina dentes como de roedores com dedos médios muito longos e finos para explorar os mesmo nichos que um pica-pau. Eles perfuram troncos de árvores para achar larvas de insetos, roendo a madeira e inserindo o longo dedo no buraco para retirar as larvas. Algumas espécies possuem especializações adicionais. Por exemplo, Lophocebus albigena possui o esmalte dentário grosso, que o permite abrir a casca de frutos duros e sementes que outros macacos não conseguem.
O gelada é o único primata que se alimenta primariamente de grama. Társios são os únicos primatas viventes que são carnívoros obrigatórios, se alimentando exclusivamente de insetos, crustáceos, pequenos vertebrados e cobras (inclusive, espécies peçonhentas). Em contrapartida, o macaco-prego se alimenta desde frutas, folhas, néctar, flores, brotos, e sementes até insetos, outros invertebrados, ovos e até pequenos vertebrados como pássaros, lagartos, pequenos roedores e morcegos. O chimpanzé-comum possui uma dieta variada e é predador de outras espécies de primatas, como Piliocolobus badius.

#### Como predadores

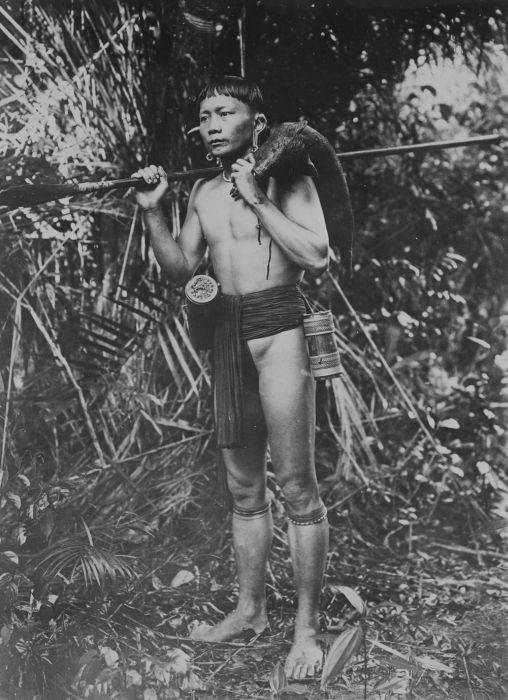
A caça é uma importante fonte de alimento para muitas culturas humanas.

Társios são os únicos primatas obrigatoriamente carnívoros existentes, comem exclusivamente insetos, crustáceos, pequenos vertebrados e cobras (incluindo espécies venenosas). Macacos-pregos podem explorar muitos tipos diferentes de matéria vegetal, incluindo frutas, folhas, flores, brotos, néctar e sementes, mas também comem insetos e outros invertebrados, ovos de aves e pequenos vertebrados, como pássaros, lagartos, esquilos e morcegos.
O chimpanzé-comum tem uma dieta variada, que inclui predação de outras espécies de primatas, como o Piliocolobus badius. Isso às vezes envolve o uso de ferramentas. Chimpanzés comuns afiam varas para usar como armas quando caçam mamíferos. Esta é considerada a primeira evidência de uso sistemático de armas em uma espécie diferente de seres humanos. Pesquisadores documentaram 22 ocasiões em que chimpanzés selvagens usaram varas como "lanças" para caçar primatas da família Galagonidae. Em cada caso, um chimpanzé modificava um ramo rompendo uma ou ambas as extremidades e, muitas vezes usando seus dentes, afiava o ramo. As ferramentas, em média, eram de cerca de 60 cm de comprimento e 1,1 cm de circunferência. Os chimpanzés, em seguida, apontam as suas "lanças" em buracos em troncos de árvores onde os galagos dormem. Houve um único caso em que um chimpanzé extraíu com sucesso um galago com a ferramenta. O bonobo é um frugívoro onívoro - a maioria de sua dieta é formada por frutas, mas complementa isso com folhas, carne de pequenos vertebrados, como  roedores da família Anomaluridae, esquilos voadores e duikers, e invertebrados  Em alguns casos, os bonobos foram vistos comendo primatas de porte menor.
Os chimpanzés são a espécie de primata mais próxima dos seres humanos. As fontes de alimentação dos primeiros caçadores-coletores humanos evoluíram consideravelmente ao longo do tempo e dos recursos disponíveis por estes. Atualmente existem, entre seres humanos, diferentes tipos de fontes de alimentação, a maioria dos quais contêm produtos de origem animal. Nos seres humanos modernos, as fontes de alimentação variam amplamente entre as sociedades, e tem um aspecto cultural.

#### Como presa
Predadores de primatas incluem várias espécies de mamíferos da ordem dos carnívoros, aves de rapina, répteis e outros primatas. Mesmo gorilas foram registrados como presa. Predadores de primatas têm diferentes estratégias de caça e, como tal, os primatas evoluíram várias adaptações antipredação diferentes, incluindo camuflagem, chamadas de alarme e mobbing. Várias espécies têm chamadas de alarme separadas para diferentes predadores, como os predadores que vivem no solo ou que tem capacidade de voar. Predação pode moldar o tamanho do grupo em primatas como espécies expostas a pressões de predação mais elevadas parecem viver em grupos maiores. Com a sua tecnologia e aumento da inteligência, os humanos modernos são quase livres de ameaças de predadores e são eles próprios superpredadores.

### Manufatura e uso de ferramentas

#### Uso de ferramentas

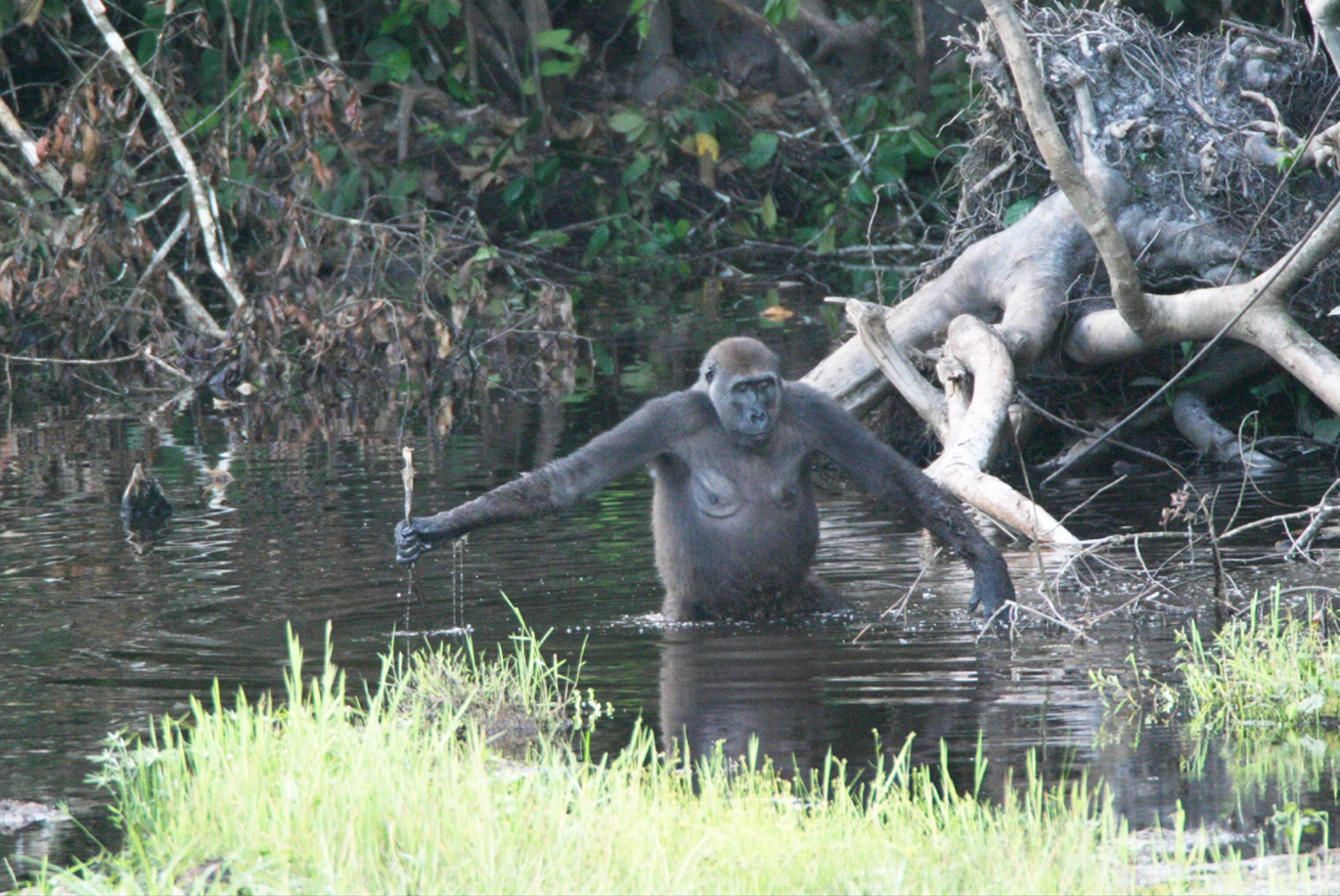
Um gorila utilizando um graveto como apoio para andar na água.

Ferramentas são os itens mais importantes que os antigos humanos usavam para subir ao topo da cadeia alimentar; inventando ferramentas, eles foram capazes de realizar tarefas que os corpos humanos não podiam, como usar uma lança ou arco e flecha para matar a presa, já que seus dentes não eram afiados o suficiente para perfurar a pele de muitos animais. Gradualmente, suas ferramentas foram combinadas para criar outras mais complexas, por exemplo, uma pedra afiada em formato de serra foi adicionada ao cabo do martelo, e foi criada a foice, que serviu para coletar a colheita. Graças a esses avanços e combinações, hoje há uma grande variedade de ferramentas: lápis de escrever, borrachas, esteiras, carros para se mover mais rápido, computadores para escrever ou se conectar com o mundo, etc.
Há muitos relatos de primatas não-humanos usando ferramentas, ambos em cativeiro e liberdade. O uso de ferramentas por essas outras espécies de primatas é variado e inclui caça (mamíferos, invertebrados, peixes), coletar mel, processar comida (nozes, frutas, vegetais e sementes), coletar água, armas e abrigo.
Em 1960, Jane Goodall observou um chimpanzé usando pedaços de gravetos em um cupinzeiro e levando o graveto até sua boca. Após ele ter deixado o cupinzeiro, Goodall se aproximou do monte e repetiu o comportamento porque ela estava insegura quanto ao que o chimpanzé estava fazendo. Ela verificou que os cupins se ligavam ao graveto. O chimpanzé havia usado o graveto como ferramenta para coletar os cupins. Existem relatos mais limitados de bonobos usando ferramentas em liberdade: tem sido observado que eles raramente utilizam ferramentas em liberdade, embora em cativeiro eles prontamente as utilizam, como os chimpanzés.  Também foi reportado que tanto em chimpanzés quanto em bonobos, as fêmeas utilizam ferramenta mais frequentemente que os machos. Orangotangos em Bornéo coleta bagres de pequenos lagos. A antropóloga Anne Russon viu vários animais nessas ilhas florestadas aprendendo como pescar peixes com varas, que saltam das lagoas para suas mãos.  Há poucos relatos de gorilas utilizando ferramentas. Aparentemente, uma fêmea de gorila-do-ocidente foi observada utilizando uma vara para testar a profundidade da água enquanto atravessa um curso d'água. Uma outra fêmea foi observada usando um tronco de um arbusto como apoio enquanto coletava alimento, e uma outra, utilizando como ponte.
O macaco-prego foi o primeiro primata não-hominoide a utilizar ferramentas em liberdade: indivíduos quebravam nozes e cocos colocando eles em cima de uma pedra e acertando-os com outra.  Na Thailândia e Myanmar, Macaca fascicularis usa pedras para abrir nozes, ostras e outros bivalves, e vários tipos de frutos do mar. Babuínos usam pedras como armas, arremessando-as.
Embora não tenham sido observados utilizando ferramentas em liberdade, lêmures em situações controladas são capazes de entender as propriedades funcionais de objetos que eles tenham sido treinados a usar como ferramentas, utilizando-as tão bem quanto macacos propriamente ditos.

## Distribuição geográfica e habitat

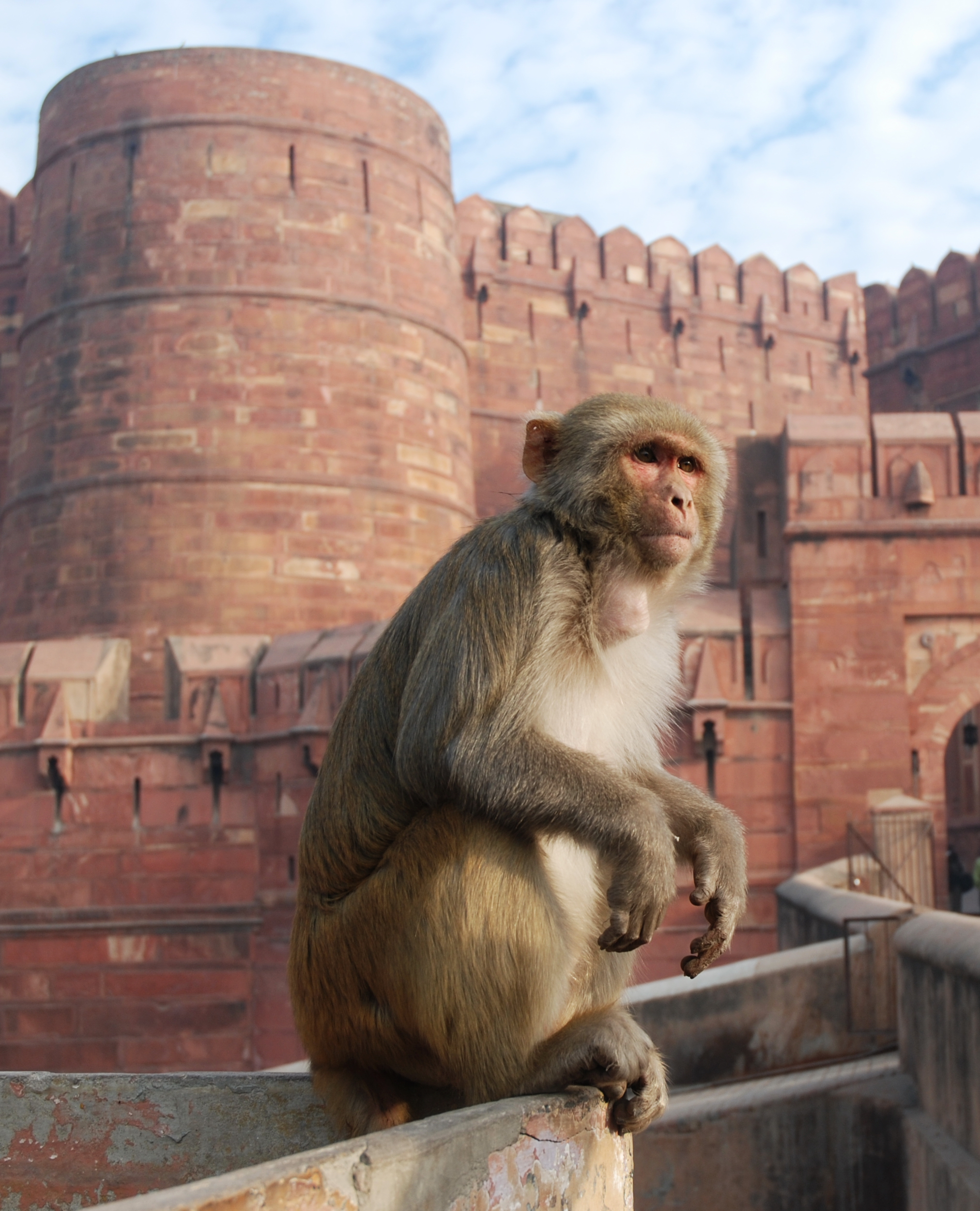
Macaco-rhesus no Forte de Agra, Índia.

Primatas evoluíram a partir de animais arborícolas, e muitos conservam esse modo de vida ancestral. Muitos primatas vivem em regiões de floresta tropical. O número de espécies nessas regiões é correlacionado positivamente com a quantidade de chuvas e a área de floresta na região. Cerca de 25% a 45% da biomassa dos animais frugívoros nas florestas tropicais é composta por primatas, e eles acabam por desempenhar um importante papel na dispersão de sementes de muitas espécies de plantas.
Algumas espécies são parcialmente terrestres como os babuínos e Erythrocebus patas, e poucas espécies são totalmente terrestres, como os geladas e humanos. Primatas não humanos vivem em diversos ambientes nas latitudes tropicais da África, sudeste da Ásia, Índia e América, incluindo florestas úmidas, mangues e florestas de montanha. Há alguns exemplos de primatas que vivem em regiões não tropicais, como o macaco-japonês que habita montanhas em Honshu, e que se cobrem de neve durante oito meses todo ano, e o macaco-de-gibraltar, que habita a cordilheira do Atlas, na Argélia e Marrocos. Primatas também são encontrados em altitudes variadas: Rhinopithecus bieti é encontrado em altitudes de 4 700 m nas Montanhas Hengduan e o gorila-das-montanhas pode ser visto a até 4 200 m nas Montanhas Virunga. O gelada habita regiões de até 5 000 m de alitude no Planalto da Etiópia. Embora geralmente não gostem de água, algumas espécies são boas nadadoras e habitam regiões pantanosas, como o macaco-narigudo, Cercopithecus neglectus e Allenopithecus nigroviridis, que desenvolveram pequenas membranas interdigitais. Alguns primatas, como o macaco-rhesus e Semnopithecus, podem viver em ambientes altamente modificados pelo homem, como cidades.

## Interações entre humanos e outros primatas
Interações muito próximas entre humanos e primatas não humanos podem criar meios de transmissão de zoonoses. Vírus como Herpesviridae (notavelmente herpesvírus B), Poxviridae, sarampo, raiva, ebola e hepatite podem ser transmitidos para seres humanos: em alguns casos, esses agentes infecciosos provocam doenças graves tanto em humanos quanto em primatas não humanos.

### Statussocial e legal
Somente humanos são reconhecidos como pessoas e protegidos pela lei das Nações Unidas da Declaração Universal dos Direitos Humanos. Os status legal de muitos primatas não humanos, por outro lado, é alvo de muito debate, com organizações como o Projeto dos Grandes Primatas (Great Ape Project - GAP, em inglês) se mobilizando para conseguir alguns direitos legais para os grandes primatas.. Em 2008, a Espanha foi o primeiro país do mundo a reconhecer direitos para alguns primatas não humanos quando o comitê do meio ambiente do parlamento instou o país a seguir as recomendações do GAP, em que chimpanzés, bonobos, gorilas e orangotangos não devem ser usados como animais de experimentação.

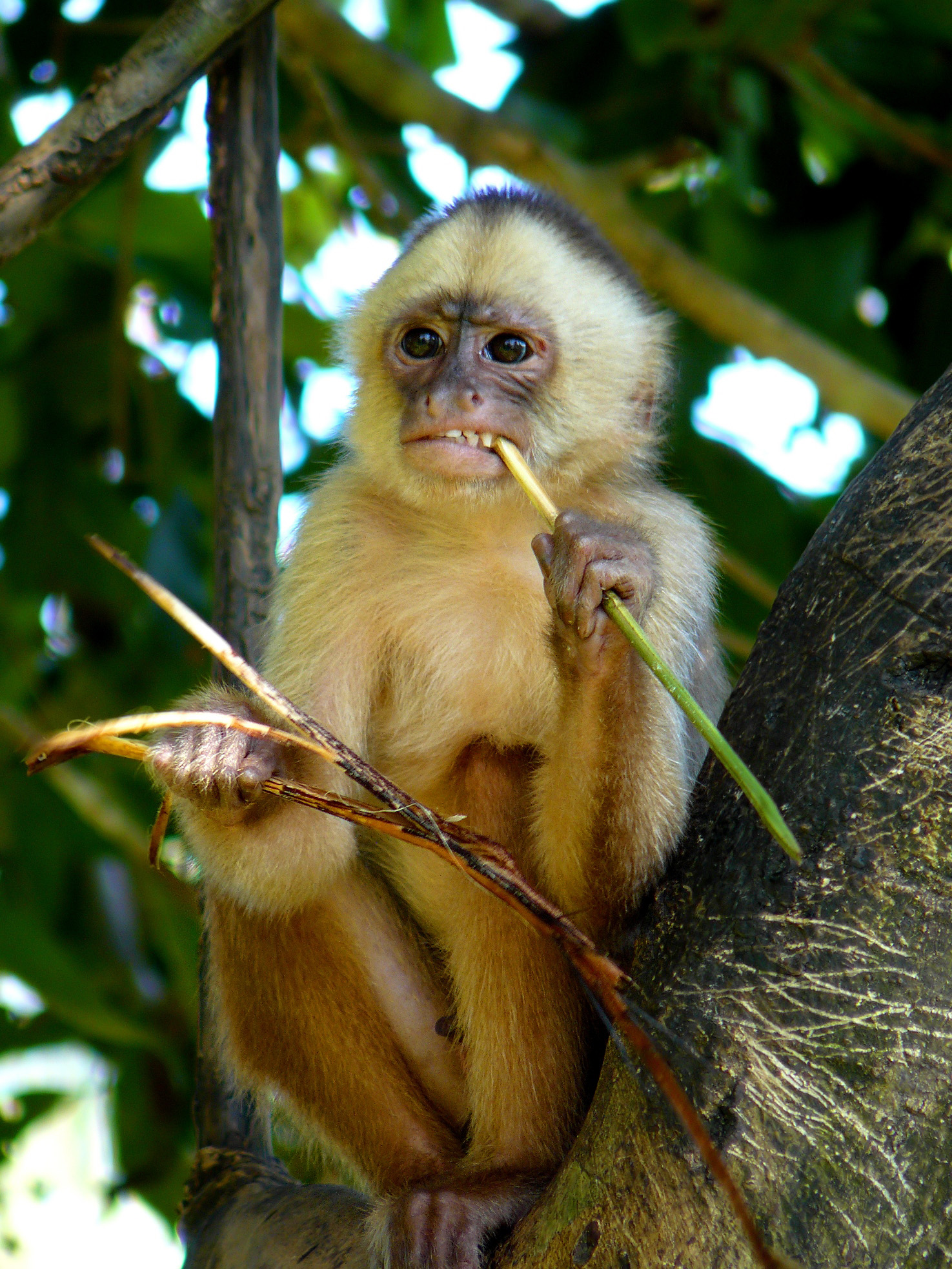
Macacos-pregos possuem considerável destreza manual e por isso servem como animais guia para humanos tetraplégicos.

Muitas espécies de primatas são mantidas como animais de estimação e a Allied Effort to Save Our Primates estima que vivam cerca de 15 000 primatas não humanos como espécies exóticas nos Estados Unidos. A emergente classe média chinesa tem aumentado a demanda por primatas como animais de estimação nos últimos anos. Embora a importação desses animais tenha sido abolida nos Estados Unidos em 1975, o contrabando ainda continua na fronteira Estados Unidos-México, com macacos de porte menor custando US$ 3000,00, e grandes primatas custando US$ 30 000,00.
Primatas são usados como modelos em laboratórios e foram usados em missões espaciais. Também servem como animais guia. Macacos-pregos podem ser treinados para assistir humanos tetraplégicos: sua inteligência, memória e destreza manual os tornam excelentes ajudantes.
Primatas não humanos são mantidos em zoológicos ao redor do mundo. Historicamente, zoológicos foram primariamente como entretenimento, mas recentemente mudaram o foco para a conservação, educação e pesquisa. Muitos zoológicos agora recriam ambientes naturais e distribuem material educativo para o público: nos Estados Unidos, muitos participam do Species Survival Plan, desenvolvido pela Association of Zoos and Aquariums, com o intuito de aumentar a diversidade genética através da reprodução em cativeiro. Zoológicos e defensores do bem-estar animal são contras as iniciativas de associações dos direitos dos animais e na insistência do GAP de que todos os primatas não humanos devem ser retirados do cativeiro, por duas razões. Primeiro, primatas nascidos em cativeiro carecem do conhecimento e experiência para sobreviver na natureza quando reintroduzidos. Segundo, zoológicos providenciam oportunidades de sobrevivência para espécies que estão seriamente ameaçadas de extinção em seu ambiente natural.

### Pesquisa científica
Milhares de primatas não-humanos são usados em pesquisas ao redor do mundo devido às suas semelhanças psicológicas e fisiológicas com os humanos. Em particular, o cérebro e os olhos de primatas não-humanos são anatomicamente  correlacionados aos dos humanos. Os primatas não-humanos são utilizados em ensaios clínicos, na oftalmologia, na neurociência e em estudos toxicológicos. O macaco-rhesus é frequentemente utilizado, assim como outros do gênero Macaca, do gênero Chlorocebus, chimpanzés, babuínos, macacos-de-cheiro e saguis, todos capturados do estado selvagem e criados em cativeiro posteriormente. Em 2005, GAP reportou que 1.280 dos 3.000 primatas não-humanos residentes nos Estados Unidos eram usados na experimentação animal. Em 2004, a União Europeia usou cerca de 10.000 primatas em experimentos e em 2005, na Grã-Bretanha, 4.652 experimentos foram conduzidos com 3.115 primatas. Governos de muitos países exigem cuidados especiais para primatas não-humanos em cativeiro. Nos Estados Unidos, diretrizes federais regulam aspectos do alojamento, alimentação, enriquecimento ambiental, e reprodução. Grupos europeus como European Coalition to End Animal Experiments visam o banimento da experimentação em primatas.

### Conservação
A União Internacional para a Conservação da Natureza e dos Recursos Naturais lista mais de um terço dos primatas como "criticamente em perigo" ou "vulnerável". O comércio é regulamentado, e todas as espécies são listadas no Apêndice II da Convenção sobre o Comércio Internacional das Espécies da Fauna e da Flora Silvestres Ameaçadas de Extinção, com exceção de 50 espécies e subespécies que estão listadas no Apêndice I. As principais ameaças aos primatas são o desmatamento e a fragmentação do habitat, extermínio para proteger plantações, e caça para usar os animais em experimentação ou como animais de estimação e comida. O desflorestamento em larga escala é uma das principais causas de extinção para a maior parte dos primatas. Mais de 90% das espécies de primatas vivem em florestas tropicais. A principal causa da perda de florestas é a substituição dessas áreas por campos cultivados, embora o desmatamento por conta da indústria madeireira e agricultura de subsistência, mineração, e construção de hidrelétricas também contribuem para a perda de habitat florestal. Na Indonésia, grandes áreas de florestas de terras baixas foram destruídas para darem lugar a plantações de dendezeiros, e uma análise de imagens de satélite entre 1998 e 1999 concluíram que cerca de 1 000 orangotangos foram mortos por ano somente no Ecossistema Leuser.

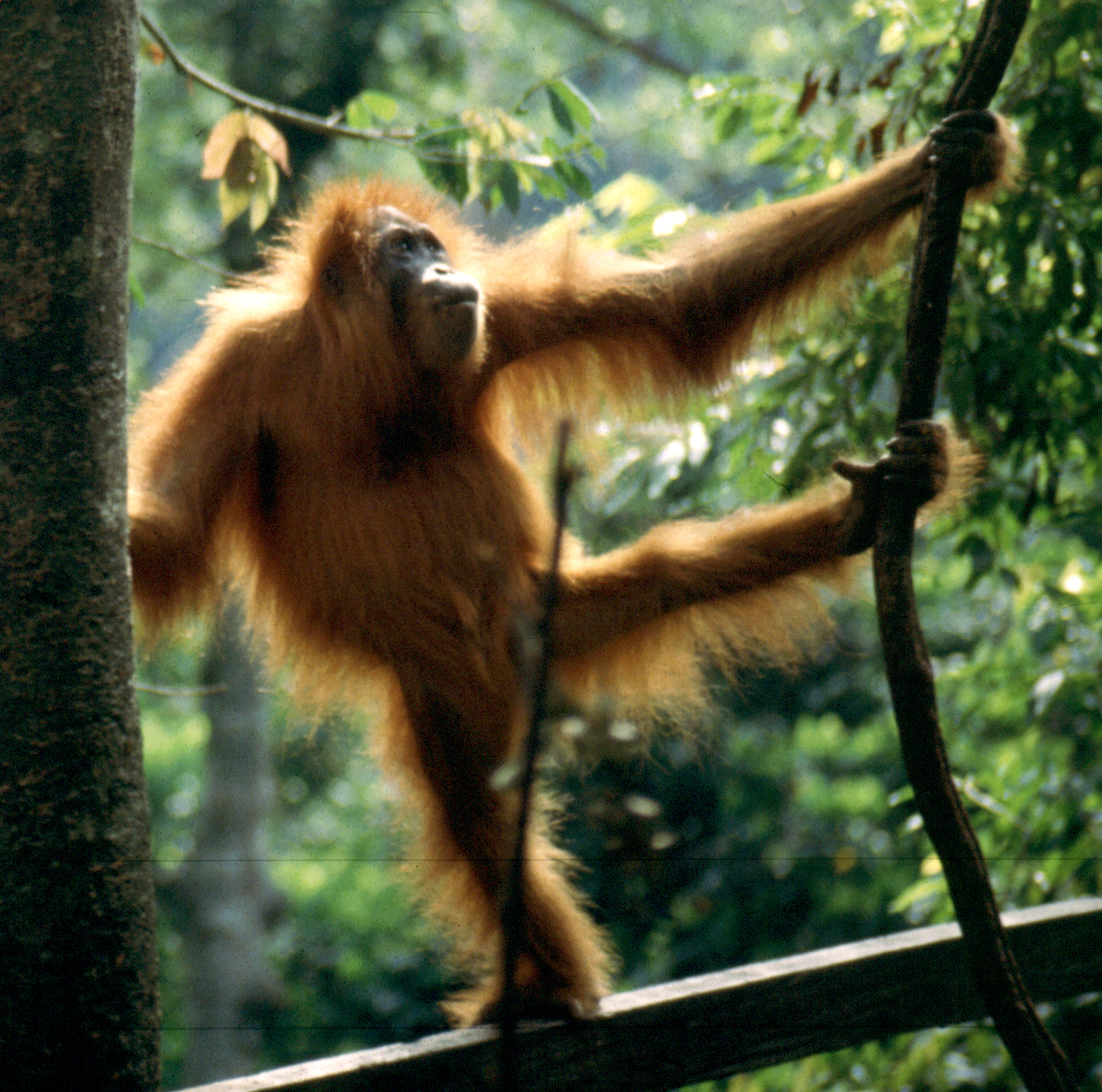
O "criticamente em perigo", orangotango-de-sumatra.

Primatas de grande porte (com mais de 5 kg) estão em maior risco de extinção por conta da caça predatória se comparado com primatas menores. Eles possuem maturidade sexual mais tardia e longos períodos entre o nascimento de novos filhotes. As populações, portanto, se recuperam de forma muito lenta após serem depletadas por conta de caça indiscriminada por comida e para obtenção de animais de estimação. Dados de algumas cidades africanas mostram que metade de proteína da dieta dos moradores é proveniente do comércio de carne de animais selvagens. Espécies ameaçadas como os do gênero Cercopithecus e Mandrillus leucophaeus são caçados em níveis maiores do que qualquer uso sustentável dessas espécies. Isso se deve ao tamanho desses animais, que são relativamente grandes, fáceis de transportar e rentáveis. Em fazendas encravadas em florestas, macacos podem se alimentar das plantações, causando prejuízos aos fazendeiros. Os ataques de primatas em plantações provocam antipatia nos moradores, atrapalhando em esforços na preservação.
Madagáscar, local de cinco famílias endêmicas de primatas, presenciou a maior extinção de eras passadas: desde a chegada dos primeiros humanos, há 1 500 anos, pelo menos oito classes e 15 espécies de grande porte foram extintas devido à caça e perda de habitat. Entre os primatas extintos estavam Archaeoindris (um lêmure que chegava a ter o tamanho de um macho de gorila), e as famílias Palaeopropithecidae e Archaeolemuridae.
Na Ásia, o Induísmo, Budismo e Islamismo proíbem o consumo de carne de macaco, mas a caça por comida existe. Algumas religiões tradicionais permitem o consumo de carne de primatas. O tráfico de animais e o uso na medicina tradicional aumenta a demanda pela caça ilegal. O macaco-rhesus, um organismo modelo, foi protegido após a captura excessiva ter diminuído suas populações na década de 1960: o programa foi tão efetivo, que agora eles são vistos como pragas ao longo de sua distribuição geográfica.

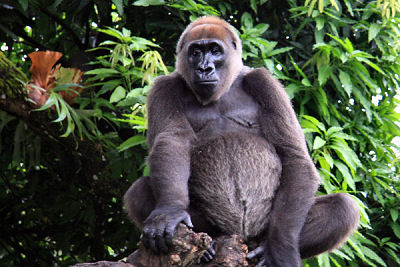
O "criticamente em perigo", Gorilla diehli.

Nas Américas Central e do Sul, o desmatamento e caça são as duas principais causas de extinção. Grandes porções de florestas agora são raras na América Central. A fragmentação das florestas torna elas vulneráveis ao efeito de borda, tal como observado em florestas cercadas por pastagens e campos cultivados, em que existem espécies invasoras, baixa umidade e mudanças na diversidade de plantas nativas. Populações podem se tornar isoladas, aumentando as taxas de endogamia, causando efeitos deletérios na genética das espécies levando a um processo de efeito de gargalo nas populações, onde muitas populações acabam sendo perdidas.
Há 21 espécies de primatas "criticamente ameaçadas" e 7 estão na lista da IUCN, os 25 primatas mais ameaçados do mundo desde o ano 2000: Propithecus candidus, Trachypithecus delacouri, Trachypithecus poliocephalus, Pygathrix cinerea, Rhinopithecus avunculus, Gorilla gorilla diehli e o orangotango-de-sumatra. Piliocolobus badius waldronae foi declarado como extinto, recentemente, quando nenhum rastro das espécie foi encontrado entre 1993 e 1999. Poucos caçadores avistaram e mataram alguns indivíduos, desde então, mas as perspectivas de sobrevivência da subespécie são poucas.